# فهرست افراد درگذشته بر اثر بیش‌مصرفی دارو یا مواد مخدر
مصرف بیش از حد دارو یا موارد مخدر از عوامل مهم مرگ تصادفی هستند و همچنین می‌توانند به عنوان نوعی خودکشی مورد استفاده قرار گیرند. مرگ می‌تواند در اثر مصرف بیش از حد یک یا چند دارو یا مسمومیت با مواد مخدر ترکیبی (CDI) به دلیل مصرف داروهای متعدد رخ دهد. استفاده از چند دارو اغلب به دلیل افزایش عوارض جانبی و هم افزایی دارو، خطر بیشتری نسبت به استفاده از یک دارو دارد. به عنوان مثال، احتمال مرگ ناشی از مصرف بیش از حد مواد افیونی در صورت مصرف همزمان با الکل بسیار افزایش می‌یابد. در حالی که این دو پدیده متمایز هستند، مرگ ناشی از مسمومیت دارویی ترکیبی اغلب به عنوان مصرف بیش از حد اشتباه گزارش می‌شود. مصرف بیش از حد دارو و مواد مخدر نیز می‌تواند باعث مرگ غیر مستقیم شود. به عنوان مثال، در حالی که ماری جوانا باعث بیش‌مصرفی کشنده نمی‌شود، مسمومیت با آن می‌تواند احتمال تصادفات مرگبار رانندگی را افزایش دهد.
مصرف بیش از حد دارو در دهه ۱۸۰۰ به دلیل تجاری سازی و در دسترس بودن برخی از داروها به میزان قابل توجهی افزایش یافت. به عنوان مثال، در حالی که تریاک و کوکا قرن‌ها مورد استفاده قرار می‌گرفتند، مواد موثره آنها، یعنی مورفین و آلکالوئید کوکائین، به ترتیب تا سال ۱۸۰۳ و ۱۸۵۵ جدا نشدند. کوکائین و انواع مواد افیونی متعاقباً به صورت انبوه تولید و به‌صورت علنی و قانونی در جهان غرب فروخته شد و در نتیجه سوء استفاده و اعتیاد گسترده‌ای در پی داشت. مصرف مواد مخدر و اعتیاد نیز پس از اختراع سرنگ زیر پوستی در سال ۱۸۵۳ افزایش یافت، که مصرف بیش از حد عامل اصلی مرگ در بین مصرف‌کنندگان مواد مخدر داخل وریدی بود.
تلاش‌ها برای ممنوعیت مواد مخدر در اوایل قرن بیستم آغاز شد، اگرچه در مورد اثربخشی چنین سیاست‌هایی بحث شده‌است. مرگ و میر ناشی از مصرف بیش از حد مواد مخدر در حال افزایش است. بین سالهای ۲۰۰۰ تا ۲۰۱۴، مصرف بیش از حدِ کشنده در ایالات متحده ۱۳۷ درصد افزایش یافت و باعث مرگ نزدیک به نیم میلیون نفر در آن دوره شد این معضل همچنین در استرالیا، اسکاتلند، انگلستان و ولز به‌طور مداوم در حال افزایش بوده‌است. در حالی که داروهای ممنوعه عموماً خطرناک‌ترین هستند، اما سوء استفاده از داروهای تجویزی با مرگ و میر بیشتری در چندین کشور مرتبط است. در سال ۲۰۱۳ کوکائین و هروئین در مجموع باعث مرگ کمتری نسبت به داروهای تجویز شده در انگلستان شدند. و در سال ۲۰۰۸ مرگ و میر ناشی از مواد مخدر نسبت به داروهای تجویز شده در ایالات متحده نیز کمتر بود. تا تاریخ ۲۰۱۵، دارویی که در استرالیا بیشترین مرگ ناشی از اوردوز را به خود اختصاص داده بود، دیازپام (والیوم) بود. در حالی که مصرف بیش از حدِ مرگبار با داروهایی مانند مواد افیونی، کوکائین و الکل ارتباط دارد، مرگ ناشی از داروهای دیگر مانند کافئین بسیار نادر است.
این فهرست طبق حروف الفبا شامل ۶۱۲ نفر از افراد مشهور است که می‌توان مرگ آنها را به دلیل استفاده بیش از حد یا مسمومیت حاد با منابع موثق اعلام کرد. جایی که منابع نشان می‌دهند بیش‌مصرفی از حد دارو یا مواد مخدر علت مرگ بوده‌است یا مسمومیت، این امر در ستون «یادداشت‌ها» مشخص می‌شود. منابع می‌توانند مرگ‌ها را با عناوینی نظیر «خودکشی»، «تصادفی»، «نامشخص» یا در غیر اینصورت در ستون «علت» مشخص کنند. در مواردی که منابع به صراحت قصد خود را اعلام نکرده‌اند، در این ستون به عنوان «ناشناخته» ذکر می‌شوند. مرگ و میر ناشی از تصادفات یا حوادث ناگهانی ناشی از مصرف بیش از حد دارو یا مواد مخدر نیز در این لیست گنجانده شده‌است. مرگ ناشی از اثرات طولانی مدت داروها، مانند سرطان‌های مرتبط با دخانیات و سیروز ناشی از الکل، و همچنین مرگ ناشی از تزریق کشنده یا اتانازی قانونی شامل این فهرست نمی‌شود.

## مرگ‌ها
| نام                          | تولد    | درگذشت  | سن    | حرفه                       | دارو(ها)                             | روش                  | یادداشت | منابع           |
| ---------------------------- | ------- | ------- | ----- | -------------------------- | ------------------------------------ | -------------------- | --- | --------------- |
| لوئیس ابوالافیا              | ۱۹۴۱    | ۱۹۹۵    | ۵۴    | هنرمند                     | نامشخص                               | نامعلوم              | | [ ۱۹ ]          |
| هرب آبرامز                   | ۱۹۵۵    | ۱۹۹۶    | ۴۱    | مروج کشتی                  | کوکائین                              | تصادفی               | حمله قلبی ناشی از دارو | [ ۲۰ ] [ ۲۱ ]   |
| جانت اچرچ                    | ۱۸۶۴    | ۱۹۱۶    | ۵۲    | بازیگر                     | مورفین                               | نامعلوم              | | [ ۲۲ ] [ ۲۳ ]   |
| ترنت اسید                    | ۱۹۸۰    | ۲۰۱۰    | ۲۹    | کشتی‌گیر                    | نامشخص                               | نامعلوم              | | [ ۲۴ ]          |
| آرتور آدامف                  | ۱۹۰۸    | ۱۹۷۰    | ۶۱    | نمایشنامه‌نویس              | باربیتورات‌ها                         | تصادفی               | | [ ۲۵ ]          |
| برایان آدامز                 | ۱۹۶۳    | ۲۰۰۷    | ۴۳    | کشتی‌گیر                    | مُسکن‌های نامشخص                       | تصادفی               | | [ ۲۶ ]          |
| نیک آدامز                    | ۱۹۳۱    | ۱۹۶۸    | ۳۶    | بازیگر                     | پارالدهید و پرومازین                 | نامعلوم              | | [ ۲۷ ]          |
| آی شیا                       | ۱۹۱۲    | ۱۹۳۴    | ۲۱    | بازیگر                     | تریاک                                | خودکشی               | | [ ۲۸ ]          |
| ریانوسوکه آکوتاگاوا          | ۱۸۹۲    | ۱۹۲۷    | ۳۵    | نویسنده                    | باربیتال                             | خودکشی               | | [ ۲۹ ]          |
| مایکل الیگ                   | ۱۹۶۶    | ۲۰۲۰    | ۵۴    | مروج باشگاه                | هروئین                               | تصادفی               | | [ ۳۰ ]          |
| لکسی الیجی                   | ۱۹۹۸    | ۲۰۲۰    | ۲۱    | خوانندهٔ رپ                 | فنتانیل و اتانول                     | نامعلوم              | | [ ۳۱ ]          |
| هوارد آلک                    | ۱۹۳۰    | ۱۹۸۲    | ۵۱    | فیلم‌ساز                    | هروئین                               | تصادفی               | به‌طور رسمی تصادفی هر چند مشکوک به خودکشی | [ ۳۲ ] [ ۳۳ ]   |
| ا.ا. آلن                     | ۱۹۱۱    | ۱۹۷۰    | ۵۹    | مبلّغ                       | الکل                                 | نامعلوم              | | [ ۳۴ ]          |
| چت آلن                       | ۱۹۳۹    | ۱۹۸۴    | ۴۵    | بازیگر کودک                | داروهای ضدافسردگی                    | خودکشی               | | [ ۳۵ ]          |
| ویلیام بارنسلی آلن           | ۱۸۹۲    | ۱۹۳۳    | ۴۱    | افسر ارتش                  | مخدر نامشخص                          | تصادفی               | | [ ۳۶ ]          |
| جی‌جی آلین                    | ۱۹۵۶    | ۱۹۹۳    | ۳۶    | نوازنده                    | هروئین                               | نامعلوم              | | [ ۳۷ ]          |
| فرانسیس آلسوپ                | ۱۷۸۲    | ۱۸۲۱    | ۳۸    | بازیگر                     | مخلوط افیون                          | تصادفی               | | [ ۳۸ ]          |
| آبراهام آنجل                 | ۱۹۰۵    | ۱۹۲۴    | ۱۹    | هنرمند                     | کوکائین                              | تصادفی               | | [ ۳۹ ]          |
| پیر آنجلی                    | ۱۹۳۲    | ۱۹۷۱    | ۳۹    | بازیگر                     | باربیتورات‌ها                         | تصادفی               | | [ ۴۰ ] [ ۴۱ ]   |
| بریجت اندرسن                 | ۱۹۷۵    | ۱۹۹۷    | ۲۱    | بازیگر کودک                | هروئین                               | نامعلوم              | | [ ۴۲ ]          |
| پال وای. اندرسن              | ۱۸۹۳    | ۱۹۳۸    | ۴۵    | روزنامه‌نگار                | قرص خواب‌آور                          | نامعلوم              | | [ ۴۳ ]          |
| کریس آنتلی                   | ۱۹۶۶    | ۲۰۰۰    | ۳۴    | سوارکار                    | متاآمفتامین                          | ترومای بلانت         | گزارش پزشکی قانونی به این نتیجه رسید که جراحات آنتلی احتمالاً مربوط به سقوط ناشی از مصرف بیش از حد است                                                         | [ ۴۴ ] [ ۴۵ ]   |
| جین آمری                     | ۱۹۱۲    | ۱۹۷۸    | ۶۵    | نویسنده                    | قرص خواب‌آور                          | خودکشی               | | [ ۴۶ ]          |
| دایان آربوس                  | ۱۹۲۳    | ۱۹۷۱    | ۴۸    | عکاس                       | باربیتورات‌ها                         | خودکشی               | آربوس همچنین مچ دستش را شکافت | [ ۴۷ ]          |
| رینالدو آرناس                | ۱۹۴۳    | ۱۹۹۰    | ۴۷    | شاعر                       | نامشخص                               | خودکشی               | | [ ۴۸ ]          |
| وست آرکن                     | ۱۹۶۰    | ۱۹۹۷    | ۳۶    | نوازنده                    | مواد مخدز                            | تصادفی               | | [ ۴۹ ]          |
| هوارد آرکلی                  | ۱۹۵۱    | ۱۹۹۹    | ۴۸    | نقاش                       | هروئین                               | تصادفی               | | [ ۵۰ ]          |
| جیمز لوید اشبری              | ۱۸۳۴    | ۱۸۹۵    | ۶۰–۶۱ | قایق‌ران                    | کلرودین                              | خودکشی               | مشکوک به اوردوز | [ ۵۱ ]          |
| اوری اتکینز                  | ۱۹۸۷    | ۲۰۰۷    | ۲۰    | بازیکن فوتبال آمریکایی     | اکستازی                              | نامعلوم              | | [ ۵۲ ]          |
| کوین اوکوین                  | ۱۹۶۲    | ۲۰۰۲    | ۴۰    | عکاس، هنرمند گریم          | مُسکن‌های نامشخص                       | تصادفی               | اعتیاد آکوان به مُسکن‌ها که با نسخهٔ پزشک تجویز شده بود، سبب نارسایی کلیه و کبد به‌دلیل مسمومیت با پاراستامول شد                                                  | [ ۵۳ ]          |
| کتی آگوستین                  | ۱۹۵۶    | ۲۰۰۶    | ۵۰    | سیاستمدار                  | سوکسینیل کولین                       | قتل                  | | [ ۵۴ ]          |
| چت بیکر                      | ۱۹۲۹    | ۱۹۸۸    | ۵۸    | نوازنده                    | کوکائین و هروئین                     | تصادفی               | بیکر که تحت تأثیر مواد مخدر بود، از بالکن خانه سقوط کرد | [ ۵۵ ] [ ۵۶ ]   |
| تام بیکر                     | ۱۹۴۰    | ۱۹۸۲    | ۴۲    | بازیگر                     | هروئین                               | نامعلوم              | | [ ۵۷ ]          |
| آلبرت بالین                  | ۱۸۵۷    | ۱۹۱۸    | ۶۱    | حمل و نقل کشتی‌رانی         | قرص خواب‌آور                          | خودکشی               | | [ ۵۸ ]          |
| لستر بنگز                    | ۱۹۴۸    | ۱۹۸۲    | ۳۳    | منتفد موسیقی، نوازنده      | چندگانه                              | نامعلوم              | دکتسروپروپوکسیفن، دیازپام و نای‌کوئیل | [ ۵۹ ]          |
| باربت باربت                  | ۱۸۹۹    | ۱۹۷۳    | ۷۴    | هنرمند طناب بندبازی        | مت‌آمفتامین                           | نامعلوم              | | [ ۶۰ ]          |
| آر.اچ. بارلو                 | ۱۹۱۸    | ۱۹۵۱    | ۳۲    | مؤلف                       | باربیتورات‌ها                         | خودکشی               | | [ ۶۱ ]          |
| سید بارنز                    | ۱۹۱۶    | ۱۹۷۳    | ۵۷    | بازیکن کریکت               | باربیتورات‌ها و برومید                | نامشخص               | | [ ۶۲ ]          |
| یورگن بارتش                  | ۱۹۴۶    | ۱۹۷۶    | ۲۹    | قاتل زنجیره‌ای              | هالواتان                             | تصادفی               | بیش‌مصرفی تصادفی در اثر تزریق پرستار | [ ۶۳ ]          |
| اسکای مک کول بارتوسیاک       | ۱۹۹۲    | ۲۰۱۴    | ۲۱    | بازیگر                     | چندگانه                              | تصادفی               | هیدروکودون، دی‌فلورواتان و کاریزوپرودول | [ ۶۴ ]          |
| ژان میشل باسکیا              | ۱۹۶۰    | ۱۹۸۸    | ۲۷    | نقاش                       | هروئین                               | نامعلوم              | | [ ۶۵ ]          |
| پیر باچف                     | ۱۹۰۷    | ۱۹۳۲    | ۲۴    | بازیگر                     | باربیتال                             | خودکشی               | | [ ۶۶ ]          |
| مایکل کارل بِیز               | ۱۹۸۷    | ۲۰۱۱    | ۲۴    | سوارکار                    | کوکائین و اکسی‌مورفون                 | تصادفی               | | [ ۶۷ ]          |
| پاتریشیا بک                  | ۱۹۲۴    | ۱۹۷۸    | ۵۳    | نویسنده                    | انسولین                              | خودکشی               | | [ ۶۸ ]          |
| اسکاتی بکت                   | ۱۹۲۹    | ۱۹۶۸    | ۳۸    | بازیگر کودک                | باربیتورات‌ها                         | نامعلوم              | | [ ۶۹ ] [ ۷۰ ]   |
| استیو بچلر                   | ۱۹۷۹    | ۲۰۰۳    | ۲۳    | بازیکن بیسبال              | افدرا                                | گرمازدگی             | پزشکی قانونی اعلام نمود که مسمومیت با افدرا نقش مهمی در مرگ وی ایفا نموده‌است                                                                                  | [ ۷۱ ]          |
| آرت بل                       | ۱۹۴۵    | ۲۰۱۸    | ۷۲    | مجری رادیو                 | چندگانه                              | تصادفی               | علت مرگ «بل»، ترکیبی از اکسی‌کدون، هیدروکودوم، دیازپام و کاریسوپرودول و عوارض ناشی از بیماری مزمن انسدادی ریه و فشار خون زیاد بود                              | [ ۷۲ ]          |
| گرترود بل                    | ۱۸۶۸    | ۱۹۲۶    | ۵۷    | نویسنده                    | قرص خواب‌آور                          | نامعلوم              | | [ ۷۳ ]          |
| جان بلوشی                    | ۱۹۴۹    | ۱۹۸۲    | ۳۳    | بازیگر                     | اسپیدبال                             | تصادفی               | | [ ۷۴ ] [ ۷۵ ]   |
| والتر بنجامین                | ۱۸۹۲    | ۱۹۴۰    | ۴۸    | فیلسوف                     | مورفین                               | خودکشی               | | [ ۷۶ ]          |
| جی بنت                       | ۱۹۶۳    | ۲۰۰۹    | ۴۵    | نوازنده                    | فنتانیل                              | تصادفی               | | [ ۷۷ ]          |
| جیل بنت                      | ۱۹۳۱    | ۱۹۹۰    | ۵۸    | بازیگر                     | نامشخص                               | نامعلوم              | | [ ۷۸ ]          |
| وس برگگرن                    | ۱۹۷۱    | ۱۹۹۹    | ۲۸    | نوازنده                    | چندگانه                              | نامعلوم              | بنزودیازپین‌ها، کوکائین و پروپوکسیفن | [ ۷۹ ]          |
| ویلیام لی برگستروم           | ۱۹۵۱    | ۱۹۸۵    | ۳۳    | قمارباز                    | نامشخص                               | خودکشی               | | [ ۸۰ ]          |
| بروس بری                     | ۱۹۵۰    | ۱۹۷۳    | ۲۲    | تجهیزات موسیقی             | کوکائین و هروئین                     | نامعلوم              | | [ ۸۱ ]          |
| دون بسنت                     | ۱۹۳۱    | ۱۹۹۰    | ۵۹    | بازیکن بیسبال              | الکل                                 | نامعلوم              | | [ ۸۲ ]          |
| لیا بتس                      | ۱۹۷۷    | ۱۹۹۵    | ۱۸    | محصل                       | اکستازی                              | مسمومیت با آب        | علت مرگ مسمومیت آب ناشی از مصرف اکستازی بود | [ ۸۳ ]          |
| لن بایس                      | ۱۹۶۳    | ۱۹۸۶    | ۲۲    | بازیکن بسکتبال             | کوکائین                              | تصادفی               | | [ ۸۴ ]          |
| بیگ جرج                      | ۱۹۵۷    | ۲۰۱۱    | ۵۳    | مجری، پخش کننده            | مفدرون                               | نامعلوم              | حملهٔ قلبی ناشی از سوءمصرف دارو | [ ۸۵ ]          |
| بیگ مو                       | ۱۹۷۴    | ۲۰۰۷    | ۳۳    | نوازنده                    | نامشخص                               | نامعلوم              | حملهٔ قلبی ناشی از سوءمصرف دارو | [ ۸۶ ]          |
| بم بام بیگلو                 | ۱۹۶۱    | ۲۰۰۷    | ۴۵    | کشتی‌گیر                    | کوکائین                              | نامعلوم              | داروهای نامشخص دیگری هم دخیل بودند | [ ۸۷ ]          |
| رابرت بینگهام                | ۱۹۶۶    | ۱۹۹۹    | ۳۳    | نویسنده                    | هروئین                               | نامعلوم              | | [ ۸۸ ]          |
| تد بینین                     | ۱۹۴۳    | ۱۹۹۸    | ۵۴    | مدیر قمار                  | آلپرازولام و هروئین                  | خودکشی (مشکوک)       | | [ ۸۹ ]          |
| لوری برد                     | ۱۹۵۳    | ۱۹۷۹    | ۲۶    | بازیگر                     | دیازپام                              | خودکشی               | | [ ۹۰ ]          |
| گاتفرید فون بیسمارک          | ۱۹۶۲    | ۲۰۰۷    | ۴۴    | نجیب‌زاده، تاجر             | کوکائین و مورفین                     | نامعلوم              | | [ ۹۱ ]          |
| پاتریک بیسل                  | ۱۹۵۷    | ۱۹۸۷    | ۳۰    | رقصنده باله                | چندگانه                              | نامعلوم              | کوکائین، کدئین، متادون و داروهای نامشخص دیگر | [ ۹۲ ]          |
| کلارا بلاندیک                | ۱۸۸۰    | ۱۹۶۲    | ۸۵    | بازیگر                     | قرص خواب‌آور                          | خودکشی               | خفگی ناشی از سوءمصرف دارو | [ ۹۳ ]          |
| اریکا بلاسبرگ                | ۱۹۸۴    | ۲۰۱۰    | ۲۵    | گلف‌باز                     | چندگانه                              | خودکشی               | خفگی ناشی از سوءمصرف دارو در اثر مصرف بوتالبیتال، تمازپام، آلپرازولام، کدئین، هیدروکدون و ترامادول                                                            | [ ۹۴ ]          |
| متی بلی‌لاگ                   | ۱۸۵۰    | ۱۸۸۸    | ۳۷–۳۸ | روسپی                      | مواد مخدز                            | خودکشی               | | [ ۹۵ ]          |
| مایک بلومفیلد                | ۱۹۴۳    | ۱۹۸۱    | ۳۷    | نوازنده                    | نامشخص                               | نامعلوم              | | [ ۹۶ ]          |
| تامی بولین                   | ۱۹۵۱    | ۱۹۷۶    | ۲۵    | نوازنده                    | نامشخص                               | نامعلوم              | | [ ۹۷ ]          |
| جان بونهام                   | ۱۹۴۸    | ۱۹۸۰    | ۳۲    | نوازنده                    | الکل                                 | نامعلوم              | بونهام در حالی که شدیداً مست بود، با محتویات استفراغ خودش خفه شد                                                                                               | [ ۹۸ ]          |
| درک بوگارد                   | ۱۹۸۲    | ۲۰۱۱    | ۲۸    | بازیکن هاکی روی یخ         | اکسی‌کدون و الکل                      | تصادفی               | | [ ۹۹ ]          |
| جنی بوشیتر                   | ۱۸۸۲    | ۱۹۰۰    | ۱۸    | کارگر کارخانه              | کلرال هیدرات                         | قتل                  | | [ ۱۰۰ ] [ ۱۰۱ ] |
| کریستوفر بومن                | ۱۹۶۷    | ۲۰۰۸    | ۴۰    | اسکیت‌باز                   | چندگانه                              | تصادفی               | کوکائین، دیازپام، الکل و کانابیس | [ ۱۰۲ ]         |
| چارلز بویر                   | ۱۸۹۹    | ۱۹۷۸    | ۷۸    | بازیگر                     | باربیتورات‌ها                         | خودکشی               | | [ ۱۰۳ ]         |
| بیلی لی برامر                | ۱۹۲۹    | ۱۹۷۸    | ۴۸    | مؤلف                       | متاآمفتامین                          | نامعلوم              | | [ ۱۰۴ ]         |
| الیسا برجز                   | ۱۹۷۳    | ۲۰۰۲    | ۲۸    | مدل                        | چندگانه                              | نامعلوم              | هروئین، متاآمفتامین، مپریدین و آلپرازولام | [ ۱۰۵ ] [ ۱۰۶ ] |
| دایان بریمبل                 | ۱۹۶۰    | ۲۰۰۲    | ۴۲    | مادر                       | گاما-هیدروکسی بوتیریک اسید و الکل    | نامعلوم              | | [ ۱۰۷ ]         |
| ویلیام برینکلی               | ۱۹۱۷    | ۱۹۹۳    | ۷۶    | نویسنده                    | باربیتورات‌ها                         | خودکشی               | | [ ۱۰۸ ]         |
| اریک بردرسکیفت               | ۱۹۶۹    | ۱۹۹۹    | ۲۹    | نوازنده                    | نامشخص                               | خودکشی               | |                 |
| دیو بروکی                    | ۱۹۶۳    | ۲۰۱۴    | ۵۰    | نوازنده                    | هروئین                               | نامعلوم              | | [ ۱۰۹ ]         |
| برانول برونته                | ۱۸۱۷    | ۱۸۴۸    | ۳۱    | نقاش، نویسنده              | مواد مخدز                            | نامعلوم              | مرگ در اثر تشدید سل با داروی مخدر | [ ۱۱۰ ]         |
| بابی کریستینا براون          | ۱۹۹۳    | ۲۰۱۵    | ۲۲    | شخصیت رسانه‌ای              | چندگانه                              | نامعلوم              | در حالی که تحت تأثیر ماری‌جوانا، الکل و یک داروی ضداضطراب نامشخص بود، غرق شد                                                                                   | [ ۱۱۱ ]         |
| لنی بروس                     | ۱۹۲۵    | ۱۹۶۶    | ۴۰    | کمدین                      | مورفین                               | تصادفی               | | [ ۱۱۲ ]         |
| پاتریک هنری بروس             | ۱۸۸۱    | ۱۹۳۶    | ۵۵    | نقاش                       | باربیتال                             | خودکشی               | | [ ۱۱۳ ]         |
| جولیا برونز                  | ۱۸۹۵    | ۱۹۲۷    | ۳۲    | بازیگر                     | الکل                                 | تصادفی               | | [ ۱۱۴ ]         |
| تیم باکلی                    | ۱۹۴۷    | ۱۹۷۵    | ۲۸    | نوازنده                    | چندگانه                              | نامعلوم              | هروئین، مورفین و الکل | [ ۱۱۵ ]         |
| پاول باترفیلد                | ۱۹۴۲    | ۱۹۸۷    | ۴۴    | نوازنده                    | نامشخص                               | نامعلوم              | سکته قلبی ناشی از مصرف مواد مخدر | [ ۱۱۶ ] [ ۱۱۷ ] |
| آندرس کایسدو                 | ۱۹۵۱    | ۱۹۷۷    | ۲۵    | نویسنده                    | سکوباربیتال                          | خودکشی               | | [ ۱۱۸ ]         |
| کن کامینیتی                  | ۱۹۶۳    | ۲۰۰۴    | ۴۱    | بازیکن بیسبال              | کوکائین و مواد مخدز                  | تصادفی               | | [ ۱۱۹ ]         |
| مکس کنتور                    | ۱۹۵۹    | ۱۹۹۱    | ۳۲    | بازیگر، روزنامه‌نگار        | هروئین                               | نامعلوم              | | [ ۱۲۰ ]         |
| ترومن کاپوت                  | ۱۹۲۴    | ۱۹۸۴    | ۵۹    | نویسنده                    | چندگانه                              | نامعلوم              | علت مرگ بیماری کبدی ناشی از فلبیت و مسمومیت دارویی چندگانه بود.                                                                                               | [ ۱۲۱ ]         |
| بیلی کارلتون                 | ۱۸۹۶    | ۱۹۱۸    | ۲۲    | بازیگر                     | کوکائین                              | تصادفی               | بیش‌مصرفی مشکوک | [ ۱۲۲ ]         |
| ادوارد جان کارنل             | ۱۹۱۹    | ۱۹۶۷    | ۴۷    | کشیش                       | باربیتورات‌ها                         | نامعلوم              | بیش‌مصرفی مشکوک | [ ۱۲۳ ]         |
| لسلی کارتر                   | ۱۹۸۶    | ۲۰۱۲    | ۲۵    | خواننده                    | چندگانه                              | نامعلوم              | الانزاپین، سیکلوبنزاپرین و آلپرازولام | [ ۱۲۴ ]         |
| گرگ سنتارو                   | ۱۹۷۷    | ۲۰۱۱    | ۳۴    | بازیگر هرزه‌نگاری           | نامشخص                               | نامعلوم              | | [ ۱۲۵ ]         |
| چارترز اسپنسر                | ۱۸۷۵    | ۱۹۴۳    | ۶۷    | بازیگر                     | قرص خواب‌آور                          | خودکشی               | | [ ۱۲۶ ]         |
| ریچارد چیس                   | ۱۹۵۰    | ۱۹۸۰    | ۳۰    | قاتل زنجیره‌ای              | نامشخص                               | نامعلوم              | | [ ۱۲۷ ]         |
| ویک چسنت                     | ۱۹۶۴    | ۲۰۰۹    | ۴۵    | نوازنده                    | نامشخص شل کنندۀ عضلات                | خودکشی               | | [ ۱۲۸ ]         |
| تای چی تائو                  | ۱۸۹۱    | ۱۹۴۹    | ۵۸    | روزنامه‌نگار                | قرص خواب‌آور                          | خودکشی (مشکوک)       | | [ ۱۲۹ ]         |
| دیانا چرچیل                  | ۱۹۰۹    | ۱۹۶۳    | ۵۴    | افسر نیروی دریایی          | باربیتورات‌ها                         | خودکشی               | | [ ۱۳۰ ]         |
| سالی کلارک                   | ۱۹۶۴    | ۲۰۰۷    | ۴۲    | وکیل دادگستری              | الکل                                 | نامعلوم              | | [ ۱۳۱ ]         |
| سانی کلارک                   | ۱۹۳۱    | ۱۹۶۳    | ۳۱    | پیانیست                    | هروئین                               | نامعلوم              | | [ ۱۳۲ ]         |
| استیو کلارک                  | ۱۹۶۰    | ۱۹۹۱    | ۳۰    | نوازنده                    | چندگانه                              | تصادفی               | کدئین، دیازپام، مورفین و الکل | [ ۱۳۳ ] [ ۱۳۴ ] |
| چارمیان کلیفت                | ۱۹۲۳    | ۱۹۶۹    | ۴۵    | نویسنده                    | نامشخص                               | خودکشی               | | [ ۱۳۵ ]         |
| باب کالینز                   | ۱۹۴۶    | ۲۰۰۷    | ۶۱    | سیاستمدار                  | نامشخص داروهای تجویزی و الکل         | خودکشی               | | [ ۱۳۶ ]         |
| ناتاشا کالینز                | ۱۹۷۶    | ۲۰۰۸    | ۳۱    | بازیگر                     | کوکائین                              | تصادفی               | | [ ۱۳۷ ]         |
| برایان کول                   | ۱۹۴۲    | ۱۹۷۲    | ۲۹    | نوازنده                    | هروئین                               | نامعلوم              | | [ ۱۳۸ ]         |
| روبرتا کالینز                | ۱۹۴۴    | ۲۰۰۸    | ۶۳    | بازیگر                     | داروهای نامشخص و الکل                | تصادفی               | | [ ۱۳۹ ]         |
| الیزابت کوپر                 | ۱۹۱۴    | ۱۹۶۰    | ۴۶    | بازیگر                     | باربیتورات‌ها                         | خودکشی               | | [ ۱۴۰ ]         |
| مایکل کوپر                   | ۱۹۴۱    | ۱۹۷۳    | ۳۱    | عکاس                       | هروئین                               | نامعلوم              | | [ ۱۴۱ ]         |
| مگان کانولی                  | ۱۹۷۴    | ۲۰۰۱    | ۲۷    | بازیگر                     | هروئین                               | نامعلوم              | | [ ۱۴۲ ]         |
| پاملا کورسون                 | ۱۹۴۶    | ۱۹۷۴    | ۲۷    | مدیر بوتیک                 | هروئین                               | نامعلوم              | | [ ۱۴۳ ]         |
| کارل کراک                    | ۱۹۷۱    | ۲۰۰۱    | ۳۰    | نوازنده                    | قرص‌های نامشخص و الکل                 | نامعلوم              | | [ ۱۴۴ ]         |
| اد کرین                      | ۱۸۶۲    | ۱۸۹۶    | ۳۴    | بازیکن بیسبال              | کلرال هیدرات                         | خودکشی (مشکوک)       | | [ ۱۴۵ ]         |
| داربی کرش                    | ۱۹۵۸    | ۱۹۸۰    | ۲۲    | نوازنده                    | هروئین                               | خودکشی               | | [ ۱۴۶ ] [ ۱۴۷ ] |
| نیکلاس سی. کرید              | ۱۸۴۳    | ۱۸۹۷    | ۵۳–۵۴ | معدن‌یاب                    | مورفین                               | تصادفی               | | [ ۱۴۸ ] [ ۱۴۹ ] |
| تیم کروز                     | ۱۹۶۱    | ۱۹۹۳    | ۳۱    | بازیکن بیسبال              | الکل                                 | تصادفی               | کروز هنگام برخورد با قایق، مست بود و خود و استیو اولین را کشت                                                                                                 | [ ۱۵۰ ]         |
| استفان کرون                  | ۱۹۴۶    | ۲۰۱۳    | ۶۶    | سرآشپز                     | بنزودیازپین و اکسی‌کدون               | خودکشی               | | [ ۱۵۱ ]         |
| دیوید کرودیپ                 | ۱۹۵۸    | ۱۹۸۸    | ۳۰    | بازیکن فوتبال آمریکایی     | کوکائین                              | نامعلوم              | | [ ۱۵۲ ]         |
| رابین کراسبی                 | ۱۹۵۹    | ۲۰۰۲    | ۴۲    | نوازنده                    | هروئین                               | نامعلوم              | | [ ۱۵۳ ] [ ۱۵۴ ] |
| ایزاک کرویکشانک              | ۱۷۶۴    | ۱۸۱۱    | ۴۶–۴۷ | نقاش                       | الکل                                 | نامعلوم              | | [ ۱۵۵ ]         |
| بارتلی کرام                  | ۱۹۰۰    | ۱۹۵۹    | ۵۹    | وکیل                       | سکوباربیتال و الکل                   | خودکشی               | | [ ۱۵۶ ]         |
| ویل کاپی                     | ۱۸۸۴    | ۱۹۴۹    | ۶۵    | منتقد ادبی                 | قرص خواب‌آور                          | خودکشی               | | [ ۱۵۷ ]         |
| جکی کورتیس                   | ۱۹۴۷    | ۱۹۸۵    | ۳۸    | بازیگر                     | هروئین                               | نامعلوم              | | [ ۱۵۸ ]         |
| پاتریشیا کاتس                | ۱۹۲۶    | ۱۹۷۴    | ۴۸    | بازیگر                     | باربیتورات‌ها                         | خودکشی               | | [ ۱۵۹ ]         |
| چاینا                        | ۱۹۶۹    | ۲۰۱۶    | ۴۶    | کشتی‌گیر                    | چندگانه                              | تصادفی               | اکسی‌مورفون، اکسی‌کدون، تمازپام، دیازپام، و الکل | [ ۱۶۰ ] [ ۱۶۱ ] |
| لین دای                      | ۱۹۳۴    | ۱۹۶۴    | ۲۹    | بازیگر                     | قرص خواب‌آور                          | نامعلوم              | | [ ۱۶۲ ]         |
| ژاک د ادلسوارد-فرسن          | ۱۸۸۰    | ۱۹۲۳    | ۴۳    | نویسنده                    | کوکائین و الکل                       | نامعلوم              | | [ ۱۶۳ ]         |
| دالیدا                       | ۱۹۳۳    | ۱۹۸۷    | ۵۴    | خواننده                    | باربیتورات‌ها                         | خودکشی               | | [ ۱۶۴ ] [ ۱۶۵ ] |
| ژاک دامالا                   | ۱۸۵۵    | ۱۸۸۹    | ۳۴    | بازیگر                     | کوکائین و مورفین                     | نامعلوم              | | [ ۱۶۶ ]         |
| دوروتی دندریج                | ۱۹۲۲    | ۱۹۶۵    | ۴۲    | بازیگر، خواننده            | ایمی‌پرامین                           | تصادفی               | | [ ۱۶۷ ]         |
| مایک دار                     | ۱۹۷۶    | ۲۰۰۲    | ۲۵    | بازیکن بیسبال              | الکل                                 | تصادفی               | تصادف با موتور در حالت مستی | [ ۱۶۸ ]         |
| جسی اد دیویس                 | ۱۹۴۴    | ۱۹۸۸    | ۴۳    | نوازنده                    | هروئین                               | نامعلوم              | | [ ۱۶۹ ]         |
| المیر د هوری                 | ۱۹۰۶    | ۱۹۷۶    | ۷۰    | جعل‌کنندهٔ هنری              | باربیتورات‌ها                         | خودکشی (مشکوک)       | | [ ۱۷۰ ]         |
| اد دلاهانتی                  | ۱۸۶۷    | ۱۹۰۳    | ۳۵    | بازیکن بیسبال              | نامشخص                               | نامعلوم              | وقتی دلاهانتی در آبشار نیاگارا غرق شد مست بود. | [ ۱۷۱ ]         |
| آنستیس دلیاس                 | ۱۹۱۲    | ۱۹۴۴    | ۳۱–۳۲ | نوازنده                    | هروئین                               | نامعلوم              | | [ ۱۷۲ ]         |
| پلو دمایو                    | ۱۹۶۷    | ۲۰۰۵    | ۳۷    | بدنساز                     | هروئین                               | نامعلوم              | | [ ۱۷۳ ]         |
| تد دم                        | ۱۹۶۳    | ۲۰۰۲    | ۳۸    | کارگردان                   | کوکائین                              | تصادفی               | حملهٔ قلبی مشکوک، ناشی از مصرف مواد مخدر | [ ۱۷۴ ]         |
| رنه-تیری ماگون دو لا ویلهوشه | ۱۹۴۳    | ۲۰۰۸    | ۶۵    | تاجر                       | قرص خواب‌آور                          | خودکشی               | | [ ۱۷۵ ]         |
| ادوین دنبی                   | ۱۹۰۳    | ۱۹۸۳    | ۸۰    | شاعر                       | قرص خواب‌آور                          | نامعلوم              | | [ ۱۷۶ ]         |
| مارگارت د پاتا               | ۱۹۰۳    | ۱۹۶۴    | ۶۰    | طراح جواهرات               | قرص‌های نامشخص                        | خودکشی               | | [ ۱۷۷ ]         |
| پترسون دایال                 | ۱۹۰۲    | ۱۹۴۵    | ۴۲    | نویسنده، بازیگر            | باربیتورات‌ها                         | نامعلوم              | | [ ۱۷۸ ]         |
| فیلیپ دیمیت                  | ۱۸۰۱    | ۱۸۴۱    | ۳۹–۴۰ | افسر ارتش                  | مورفین                               | خودکشی               | | [ ۱۷۹ ]         |
| دی جی اسکرو                  | ۱۹۷۱    | ۲۰۰۰    | ۲۹    | سوارکار                    | کدئین                                | تصادفی               | | [ ۱۸۰ ]         |
| دی‌ام‌اکس                      | ۱۹۷۰    | ۲۰۲۱    | ۵۰    | خوانندهٔ رپ                 | کوکائین                              | نامعلوم              | حملهٔ قلبی ناشی از مصرف مواد مخدر | [ ۱۸۱ ]         |
| دزموند دانلی                 | ۱۹۲۰    | ۱۹۷۴    | ۵۳    | سیاستمدار                  | باربیتورات‌ها و الکل                  | خودکشی               | | [ ۱۸۲ ]         |
| مایکل دوریس                  | ۱۹۴۵    | ۱۹۹۷    | ۵۲    | نویسنده                    | داروهای نامشخص و الکل                | خودکشی               | | [ ۱۸۳ ]         |
| تامی دارسی                   | ۱۹۰۵    | ۱۹۵۶    | ۵۱    | نوازنده                    | قرص خواب‌آور                          | تصادفی               | بر اثر مسمومیت خفه شد. | [ ۱۸۴ ]         |
| اریک داگلاس                  | ۱۹۵۸    | ۲۰۰۴    | ۴۶    | کمدین                      | چندگانه                              | نامعلوم              | آرام‌بخش نامشخص، مُسکن‌ها و الکل | [ ۱۸۵ ]         |
| نیک دریک                     | ۱۹۴۸    | ۱۹۷۴    | ۲۶    | نوازنده                    | داروهای ضدافسردگی                    | خودکشی (مشکوک)       | | [ ۱۸۶ ]         |
| جاناتان دراموند وب           | ۱۹۵۹    | ۲۰۰۴    | ۴۵    | جراح قلب کودکان            | داروهای نامشخص تجویزی                | خودکشی               | | [ ۱۸۷ ]         |
| کوین دوبرو                   | ۱۹۵۵    | ۲۰۰۷    | ۵۲    | خواننده                    | کوکائین                              | تصادفی               | | [ ۱۳۳ ] [ ۱۸۸ ] |
| بابی دانکوم جونیور           | ۱۹۶۵    | ۲۰۰۰    | ۳۴    | کشتی‌گیر                    | مُسکن‌های نامشخص و الکل                | نامعلوم              | | [ ۱۸۹ ]         |
| کن دانکن                     | ۱۹۰۳    | ۱۹۷۲    | ۶۸    | بازیگر                     | باربیتورات‌ها                         | خودکشی               | | [ ۱۹۰ ]         |
| ترزا دانکن                   | ۱۹۶۶    | ۲۰۰۷    | ۴۰    | طراح بازی ویدیویی          | استامینوفن و الکل                    | خودکشی               | | [ ۱۹۱ ]         |
| رایان دان                    | ۱۹۷۷    | ۲۰۱۱    | ۳۴    | بازیگر، بدلکار             | الکل                                 | تصادفی               | تصادف رانندگی در حالت مستی | [ ۱۹۲ ]         |
| آنتونی دورانته               | ۱۹۶۷    | ۲۰۰۳    | ۳۶    | کشتی‌گیر                    | فنتانیل                              | نامعلوم              | | [ ۱۹۳ ]         |
| گورو دات                     | ۱۹۲۵    | ۱۹۶۴    | ۳۹    | بازیگر                     | قرص خواب‌آور و الکل                   | نامعلوم              | | [ ۱۹۴ ]         |
| جین ایگلز                    | ۱۸۹۰    | ۱۹۲۹    | ۳۹    | بازیگر                     | کلرال هیدرات                         | نامعلوم              | | [ ۱۹۵ ] [ ۱۹۶ ] |
| جاستین تاونز ارل             | ۱۹۸۲    | ۲۰۲۰    | ۳۸    | خواننده، ترانه‌نویس         | فنتانیل و کوکائین                    | تصادفی               | | [ ۱۹۷ ]         |
| برنی الزی                    | ۱۹۰۶    | ۱۹۸۶    | ۷۹–۸۰ | توسعه دهنده املاک          | نامشخص                               | خودکشی               | | [ ۱۹۸ ]         |
| جان انتویسل                  | ۱۹۴۴    | ۲۰۰۲    | ۵۷    | نوازنده                    | کوکائین                              | تصادفی               | حملهٔ قلبی ناشی از مصرف مواد مخدر | [ ۱۹۹ ]         |
| برایان اپشتاین               | ۱۹۳۴    | ۱۹۶۷    | ۳۲    | کارآفرین موسیقی            | قرص خواب‌آور                          | تصادفی               | | [ ۲۰۰ ] [ ۲۰۱ ] |
| هووی اپشتاین                 | ۱۹۵۵    | ۲۰۰۳    | ۴۷    | نوازنده                    | هروئین و داروهای نامشخص تجویزی       | نامعلوم              | بیش‌مصرفی مشکوک | [ ۲۰۲ ]         |
| پاول اپشتاین                 | ۱۸۷۱    | ۱۹۳۹    | ۶۸    | ریاضیدان                   | باربیتال                             | خودکشی               | | [ ۲۰۳ ]         |
| بلانکا ارازویز               | ۱۸۹۴    | ۱۹۴۰    | ۴۵    | اشرافی                     | باربیتورات‌ها                         | خودکشی               | | [ ۲۰۴ ]         |
| آستین اوبانکس                | ۱۹۸۱    | ۲۰۱۹    | ۳۷    | سخنران انگیزشی             | هروئین                               | تصادفی               | | [ ۲۰۵ ]         |
| اییدیا                       | ۱۹۸۱    | ۲۰۱۰    | ۲۸    | نوازنده                    | نامشخص                               | تصادفی               | | [ ۲۰۶ ] [ ۲۰۷ ] |
| کریس فارلی                   | ۱۹۶۴    | ۱۹۹۷    | ۳۳    | بازیگر                     | کوکائین و مورفین                     | تصادفی               | | [ ۲۰۸ ] [ ۲۰۹ ] |
| پیت فارندون                  | ۱۹۵۲    | ۱۹۸۳    | ۳۰    | نوازنده                    | هروئین                               | نامعلوم              | پس از اوردوز غرق شد | [ ۲۱۰ ]         |
| راینر ورنر فاسبیندر          | ۱۹۴۵    | ۱۹۸۲    | ۳۷    | نمایشنامه‌نویس، کارگردان    | باربیتورات‌ها و کوکائین               | نامعلوم              | | [ ۲۱۱ ]         |
| برندا فاسی                   | ۱۹۶۴    | ۲۰۰۴    | ۳۹    | خواننده                    | کوکائین                              | نامعلوم              | | [ ۲۱۲ ]         |
| خوزه فرناندز                 | ۱۹۹۲    | ۲۰۱۶    | ۲۴    | بازیکن بیسبال              | کوکائین و الکل                       | تصادفی               | پس از مصرف، یک حادثه قایق‌رانی جان خود را از دست داد | [ ۲۱۳ ]         |
| لولو فراری                   | ۱۹۶۳    | ۲۰۰۰    | ۳۷    | بازیگر هرزه‌نگاری           | نامشخص                               | خودکشی (مشکوک)       | به‌طور رسمی به عنوان «به احتمال زیاد خودکشی» درنظر گرفته می‌شود، اگرچه قبلاً به عنوان قتل گمانه زنی می‌شد                                                         | [ ۲۱۴ ]         |
| پاول فریس                    | ۱۹۴۱    | ۱۹۹۵    | ۵۴    | نوازنده فیلم               | نامشخص                               | نامعلوم              | | [ ۲۱۵ ]         |
| وینسنت فلمی                  | ۱۹۳۵    | ۱۹۷۹    | ۴۳–۴۴ | اوباش                      | نامشخص                               | نامعلوم              | | [ ۲۱۶ ]         |
| آنتونیو فلورس                | ۱۹۶۱    | ۱۹۹۵    | ۳۳    | خواننده، بازیگر            | نامشخص                               | نامعلوم              | | [ ۲۱۷ ]         |
| برنارد فلود                  | ۱۹۱۵    | ۱۹۶۷    | ۵۲    | سیاستمدار                  | قرص خواب‌آور                          | نامعلوم              | بیش‌مصرفی مشکوک | [ ۲۱۸ ]         |
| آلتیا فلینت                  | ۱۹۵۳    | ۱۹۸۷    | ۳۳    | ناشر مشترک هاستلر          | هروئین                               | نامشخص               | غرق شدن پس از مصرف بیش از حد؛ مشخص نبود که آیا مرگ او عمدی بوده یا خیر                                                                                        | [ ۲۱۹ ] [ ۲۲۰ ] |
| استیو فولی                   | ۱۹۵۹    | ۲۰۰۸    | ۴۹    | نوازنده                    | نامشخص                               | تصادفی               | بیش‌مصرفی مشکوک | [ ۲۲۱ ]         |
| سون فورچون                   | ۱۹۵۴    | ۱۹۹۹    | ۴۴–۴۵ | کشیش                       | داروهای نامشخص و الکل                | خودکشی               | | [ ۲۲۲ ]         |
| سیدنی فاکس                   | ۱۹۱۱    | ۱۹۴۲    | ۳۰    | بازیگر                     | قرص خواب‌آور                          | خودکشی (مشکوک)       | | [ ۲۲۳ ]         |
| هنری استفن فاکس              | ۱۷۹۱    | ۱۸۴۶    | ۵۵    | دیپلمات                    | نامشخص                               | نامعلوم              | | [ ۲۲۴ ]         |
| جی هربرت فرانک               | ۱۸۸۵    | ۱۹۲۶    | ۴۰    | بازیگر                     | کلروفرم                              | خودکشی               | فرانک از ترکیب کلروفرم و گاز طبیعی استفاده کرد | [ ۲۲۵ ]         |
| رزماری فرانکلند              | ۱۹۴۳    | ۲۰۰۰    | ۵۷    | بازیگر                     | داروهای نامشخص تجویزی                | خودکشی               | | [ ۲۲۶ ]         |
| کتی فرنچ                     | ۱۹۸۳    | ۲۰۰۷    | ۲۴    | مدل، اشرافی                | کوکائین و افدرین                     | تصادفی               | علت رسمی مرگ، آسیب مغزی ایسکمیک هیپوکسیک ناشی از مصرف کوکائین و افدرین بود                                                                                    | [ ۲۲۷ ] [ ۲۲۸ ] |
| گری فریش                     | ۱۹۶۹    | ۲۰۰۷    | ۳۸    | موسس وبسایت                | کتامین                               | حادثه ناگوار         | فریش در حالی که مست بود از بالکن پرید | [ ۲۲۹ ]         |
| دنی گانس                     | ۱۹۵۶    | ۲۰۰۹    | ۵۲    | امپرسیونیست، سرگرمی‌ساز     | هیدرومورفون                          | تصادفی               | گانس در اثر یک داروی تجویزی و یک بیماری قلبی از قبل موجود درگذشت                                                                                              | [ ۲۳۰ ]         |
| پل گاردینر                   | ۱۹۵۸    | ۱۹۸۴    | ۲۵    | نوازنده                    | هروئین                               | نامعلوم              | | [ ۲۳۱ ]         |
| جودی گارلند                  | ۱۹۲۲    | ۱۹۶۹    | ۴۷    | خواننده، بازیگر            | سکوباربیتال                          | تصادفی               | رسما تصادفی هرچند خودکشی نیز حدس زده می‌شود. | [ ۲۳۲ ] [ ۲۳۳ ] |
| پل گوگن                      | ۱۸۴۸    | ۱۹۰۳    | ۵۴    | نقاش                       | مورفین                               | نامعلوم              | | [ ۲۳۴ ]         |
| گیجت گین                     | ۱۹۶۹    | ۲۰۰۸    | ۳۹    | نوازنده                    | نامشخص                               | نامعلوم              | بیش‌مصرفی مشکوک | [ ۲۳۵ ] [ ۲۳۶ ] |
| هلو گلدوف                    | ۱۹۸۹    | ۲۰۱۴    | ۲۵    | بازیگر                     | هروئین                               | نامعلوم              | | [ ۲۳۷ ]         |
| مارتا گلهورن                 | ۱۹۰۸    | ۱۹۹۸    | ۸۹    | نویسنده                    | مسمومیت با سیانید                    | خودکشی               | | [ ۲۳۸ ]         |
| لاول جورج                    | ۱۹۴۵    | ۱۹۷۹    | ۳۴    | نوازنده                    | نامشخص                               | تصادفی               | | [ ۲۳۹ ] [ ۲۴۰ ] |
| تالیتا گتی                   | ۱۹۴۰    | ۱۹۷۱    | ۳۰    | بازیگر                     | هروئین                               | نامعلوم              | | [ ۲۴۱ ]         |
| هارولد گیمبلت                | ۱۹۱۴    | ۱۹۷۸    | ۶۳    | بازیکن کریکت               | نامشخص                               | نامعلوم              | | [ ۲۴۲ ]         |
| میشل ژیراردون                | ۱۹۳۸    | ۱۹۷۵    | ۳۶    | بازیگر                     | قرص خواب‌آور                          | خودکشی               | | [ ۲۴۳ ]         |
| بیلی گلاید                   | ۱۹۷۰    | ۲۰۱۴    | ۴۳    | بازیگر هرزه‌نگاری           | نامشخص                               | نامعلوم              | | [ ۲۴۴ ]         |
| ترور گودارد                  | ۱۹۶۲    | ۲۰۰۳    | ۴۰    | بازیگر                     | چندگانه                              | تصادفی               | هروئین، کوکائین، دیازپام و هیدروکودون/استامینوفن | [ ۲۴۵ ]         |
| دنیس گودوین                  | ۱۹۲۹    | ۱۹۷۵    | ۴۵    | نویسنده                    | قرص خواب‌آور و الکل                   | نامعلوم              | | [ ۲۴۶ ]         |
| گرگ جیرالدو                  | ۱۹۶۵    | ۲۰۱۰    | ۴۴    | کمدین                      | داروهای نامشخص تجویزی                | تصادفی               | | [ ۲۴۷ ]         |
| دواین گوتل                   | ۱۹۶۴    | ۱۹۹۵    | ۳۱    | نوازنده                    | هروئین                               | نامعلوم              | | [ ۲۴۸ ]         |
| آدام گلدشتاین                | ۱۹۷۳    | ۲۰۰۹    | ۳۶    | سوارکار                    | چندگانه                              | تصادفی               | کوکائین، لوامیزول، اکسی‌کدون، هیدروکودون، لورازپام، کلونازپام، آلپرازولام و دیفن هیدرامین                                                                      | [ ۲۴۹ ]         |
| پل گری                       | ۱۹۷۲    | ۲۰۱۰    | ۳۸    | نوازنده                    | فنتانیل و مورفین                     | تصادفی               | | [ ۲۵۰ ]         |
| لوسی گریلی                   | ۱۹۶۳    | ۲۰۰۲    | ۳۹    | شاعر                       | هروئین                               | نامعلوم              | | [ ۲۵۱ ]         |
| ویلیام لیندسی گرشام          | ۱۹۰۹    | ۱۹۶۲    | ۵۳    | مؤلف                       | قرص خواب‌آور                          | خودکشی               | | [ ۲۵۲ ]         |
| گریبوئیل                     | ۱۹۴۱    | ۱۹۶۸    | ۲۶    | خواننده                    | داروی نامشخص و الکل                  | نامعلوم              | | [ ۲۵۳ ]         |
| ادی گریفین                   | ۱۹۸۲    | ۲۰۰۷    | ۲۵    | بازیکن بسکتبال             | الکل                                 | تصادفی               | تصادف رانندگی در حالت مستی | [ ۲۵۴ ]         |
| امت گروگان                   | ۱۹۴۲    | ۱۹۷۸    | ۳۵    | فعال                       | هروئین                               | نامعلوم              | | [ ۲۵۵ ]         |
| گوستاف گراندگنز              | ۱۸۹۹    | ۱۹۶۳    | ۶۳    | بازیگر                     | قرص خواب‌آور                          | خودکشی (مشکوک)       | | [ ۲۵۶ ]         |
| کلینتون هاینز                | ۱۹۷۶    | ۱۹۹۷    | ۲۱    | هکر رایانه‌ای               | هروئین                               | تصادفی               | | [ ۲۵۷ ] [ ۲۵۸ ] |
| کنت هالیول                   | ۱۹۲۶    | ۱۹۶۷    | ۴۱    | بازیگر                     | پنتوباربیتال                         | خودکشی               | | [ ۲۵۹ ]         |
| اولی هالسال                  | ۱۹۴۹    | ۱۹۹۲    | ۴۳    | نوازنده                    | نامشخص                               | نامعلوم              | | [ ۲۶۰ ]         |
| لوئیس همیلتون                | ۱۹۵۲    | ۱۹۹۹    | ۴۷    | مدل، بازیگر                | نامشخص                               | نامعلوم              | | [ ۲۶۱ ]         |
| مارته هانو                   | ۱۸۹۰    | ۱۹۳۵    | ۴۴–۴۵ | کلاهبردار                  | قرص خواب‌آور                          | نامعلوم              | | [ ۲۶۲ ]         |
| تونی هنکاک                   | ۱۹۲۴    | ۱۹۶۸    | ۴۴    | بازیگر                     | آمفتامین‌ها و الکل                    | خودکشی               | | [ ۲۶۳ ]         |
| ادوارد اِی. هالیگان           | ۱۸۰۷    | ۱۸۵۷    | ۵۱    | سناتور                     | مورفین                               | نامعلوم              | | [ ۲۶۴ ]         |
| تامی هانسون                  | ۱۹۸۶    | ۲۰۱۵    | ۲۹    | بازیکن بیسبال              | کوکائین و الکل                       | تصادفی               | | [ ۲۶۵ ]         |
| مالکوم هاردی                 | ۱۹۵۰    | ۲۰۰۵    | ۵۵    | کمدین                      | الکل                                 | تصادفی               | پس از اینکه در حال مستی در آب افتاد غرق شد | [ ۲۶۶ ]         |
| جیمز هاردن-هیکی              | ۱۸۵۴    | ۱۸۹۸    | ۴۳    | مؤلف، مخاطره‌جو             | مورفین                               | خودکشی               | | [ ۲۶۷ ]         |
| تیم هاردین                   | ۱۹۴۱    | ۱۹۸۰    | ۳۹    | نوازنده                    | هروئین                               | نامعلوم              | | [ ۲۶۸ ]         |
| اریک هارون                   | ۱۹۸۲    | ۲۰۱۴    | ۳۱    | جنگنده ارتش آزاد سوریه     | هروئین و سرترالین                    | تصادفی               | | [ ۲۶۹ ]         |
| دومینو هاروی                 | ۱۹۶۹    | ۲۰۰۵    | ۳۵    | شکارچی جایزه‌بگیر           | فنتانیل                              | نامعلوم              | | [ ۲۷۰ ]         |
| رودنی هاروی                  | ۱۹۶۷    | ۱۹۹۸    | ۳۰    | بازیگر، مدل                | هروئین                               | نامعلوم              | | [ ۲۷۱ ]         |
| والتر هسنکلور                | ۱۸۹۰    | ۱۹۴۰    | ۴۹    | شاعر، نمایشنامه‌نویس        | باربیتال                             | خودکشی               | | [ ۲۷۲ ]         |
| ایموژن هاسال                 | ۱۹۴۲    | ۱۹۸۰    | ۳۸    | بازیگر                     | توینال                               | نامعلوم              | | [ ۲۷۳ ]         |
| بابی هتفیلد                  | ۱۹۴۰    | ۲۰۰۳    | ۶۳    | نوازنده                    | کوکائین                              | نامعلوم              | حملهٔ قلبی ناشی از مصرف مواد مخدر | [ ۲۷۴ ]         |
| جیمز هتفیلد                  | ۱۹۵۸    | ۲۰۰۱    | ۴۳    | مؤلف                       | قرص‌های نامشخص تجویزی                 | خودکشی               | | [ ۲۷۵ ]         |
| فلیکس هاسدورف                | ۱۸۶۸    | ۱۹۴۲    | ۷۳    | ریاضیدان                   | باربیتال                             | خودکشی               | | [ ۲۷۶ ]         |
| فیلیس هیور                   | ۱۸۹۹    | ۱۹۶۰    | ۶۱    | بازیگر                     | باربیتورات‌ها                         | خودکشی (مشکوک)       | | [ ۲۷۷ ]         |
| جیمز هایدن                   | ۱۹۵۳    | ۱۹۸۳    | ۲۹    | بازیگر                     | هروئین                               | نامعلوم              | بیش‌مصرفی مشکوک | [ ۲۷۸ ]         |
| ایرا هیز                     | ۱۹۲۳    | ۱۹۵۵    | ۳۲    | نیروی دریایی ایالات متحده  | الکل                                 | تصادفی               | هیز در اثر ترکیبی از در معرض قرار گرفتن و مسمومیت کشته شد | [ ۲۷۹ ]         |
| روری هیز                     | ۱۹۴۹    | ۱۹۸۳    | ۳۴    | کارتونیست                  | چندگانه                              | نامعلوم              | درگذشت ناشی از تداخل دارویی میان داروهای نامشخص | [ ۲۸۰ ]         |
| پل هیوارد                    | ۱۹۵۴    | ۱۹۹۲    | ۳۷–۳۸ | بازیکن راگبی               | هروئین                               | نامعلوم              | | [ ۲۸۱ ]         |
| میچ هدبرگ                    | ۱۹۶۸    | ۲۰۰۵    | ۳۷    | کمدین                      | کوکائین و هروئین                     | نامعلوم              | | [ ۲۸۲ ]         |
| توماس هگن                    | ۱۹۱۸    | ۱۹۴۹    | ۳۰    | نویسنده                    | باربیتورات‌ها                         | خودکشی (مشکوک)       | | [ ۲۸۳ ]         |
| تیم همنسلی                   | ۱۹۷۲    | ۲۰۰۳    | ۳۰–۳۱ | نوازنده                    | هروئین                               | نامعلوم              | | [ ۲۸۴ ]         |
| مارگو همینگوی                | ۱۹۵۴    | ۱۹۹۶    | ۴۲    | بازیگر                     | فنوباربیتال                          | خودکشی               | | [ ۲۸۵ ]         |
| جیمی هندریکس                 | ۱۹۴۲    | ۱۹۷۰    | ۲۷    | نوازنده                    | باربیتورات‌ها                         | تصادفی               | هندریکس پس از استفراغ و خفگی درگذشت | [ ۲۸۶ ] [ ۲۸۷ ] |
| کرت هنیگ                     | ۱۹۵۸    | ۲۰۰۳    | ۴۴    | کشتی‌گیر                    | کوکائین                              | نامعلوم              | | [ ۲۸۸ ]         |
| گرگوری هربرت                 | ۱۹۴۷    | ۱۹۷۸    | ۳۰    | نوازنده                    | هروئین                               | خودکشی               | | [ ۲۸۹ ]         |
| جیمز لئو هرلیحی              | ۱۹۲۷    | ۱۹۹۳    | ۶۶    | رمان‌نویس، بازیگر           | قرص خواب‌آور                          | خودکشی               | | [ ۲۹۰ ]         |
| جینو هرناندز                 | ۱۹۵۷    | ۱۹۸۶    | ۲۸    | کشتی‌گیر                    | نامشخص                               | نامعلوم              | | [ ۲۹۱ ]         |
| جورج هیکنلوپر                | ۱۹۶۳    | ۲۰۱۰    | ۴۷    | مستندساز                   | اکسی‌مورفون و الکل                    | تصادفی               | | [ ۲۹۲ ]         |
| اورلی کورلی هیل              | ۱۸۰۲    | ۱۸۷۵    | ۷۲–۷۳ | رهبر ارکستر                | مورفین                               | خودکشی               | | [ ۲۹۳ ]         |
| ویرجینیا هیل                 | ۱۹۱۶    | ۱۹۶۶    | ۴۹    | پیک                        | قرص خواب‌آور                          | نامعلوم              | | [ ۲۹۴ ]         |
| آشیهی هینو                   | ۱۹۰۷    | ۱۹۶۰    | ۴۹    | سرباز، مؤلف                | قرص خواب‌آور                          | خودکشی               | | [ ۲۹۵ ]         |
| باب هیت                      | ۱۹۴۳    | ۱۹۸۱    | ۳۸    | خواننده                    | هروئین                               | نامعلوم              | | [ ۲۹۶ ]         |
| راجر هابز                    | ۱۹۸۸    | ۲۰۱۶    | ۲۸    | نویسنده                    | نامشخص                               | نامعلوم              | | [ ۲۹۷ ]         |
| جین آیکن هاج                 | ۱۹۱۷    | ۲۰۰۹    | ۹۱    | نویسنده                    | نامشخص                               | خودکشی               | | [ ۲۹۸ ]         |
| ابی هافمن                    | ۱۹۳۶    | ۱۹۸۹    | ۵۲    | فعال سیاسی                 | فنوباربیتال                          | خودکشی               | | [ ۲۹۹ ]         |
| فیلیپ سیمور هافمن            | ۱۹۶۷    | ۲۰۱۴    | ۴۶    | بازیگر                     | چندگانه                              | تصادفی               | هروئین، کوکائین، بنزودیازپین‌ها و آمفتامین‌ها | [ ۳۰۰ ] [ ۳۰۱ ] |
| ویلیام هولدن                 | ۱۹۱۸    | ۱۹۸۱    | ۶۳    | بازیگر                     | الکل                                 | تصادفی               | هولدن در حالت مستی سقوط کرد و درحال خونریزی مرد | [ ۳۰۲ ]         |
| مایکل هالیدی                 | ۱۹۲۴    | ۱۹۶۳    | ۳۸    | خواننده                    | نامشخص                               | خودکشی               | | [ ۲۸۹ ]         |
| کرش هالی                     | ۱۹۷۱    | ۲۰۰۳    | ۳۲    | کشتی‌گیر                    | کاریزوپرودول                         | خودکشی               | بیش‌مصرفی مشکوک | [ ۳۰۳ ]         |
| هالیوود فتس                  | ۱۹۵۴    | ۱۹۸۶    | ۳۲    | نوازنده                    | هروئین                               | نامعلوم              | | [ ۳۰۴ ]         |
| گری هولتون                   | ۱۹۵۲    | ۱۹۸۵    | ۳۳    | بازیگر، نوازنده            | هروئین                               | نامعلوم              | | [ ۳۰۵ ]         |
| جیمز هانیمن-اسکات            | ۱۹۵۶    | ۱۹۸۲    | ۲۵    | نوازنده                    | کوکائین                              | نامعلوم              | حملهٔ قلبی ناشی از مصرف مواد مخدر | [ ۳۰۶ ]         |
| شانون هون                    | ۱۹۶۷    | ۱۹۹۵    | ۲۸    | نوازنده                    | کوکائین                              | نامعلوم              | | [ ۳۰۷ ]         |
| راسل هاپتون                  | ۱۹۰۰    | ۱۹۴۵    | ۴۵    | بازیگر                     | قرص خواب‌آور                          | نامعلوم              | بیش‌مصرفی مشکوک | [ ۳۰۸ ]         |
| پل هورنر                     | ۱۹۷۸    | ۲۰۱۷    | ۳۹    | کمدین                      | چندگانه                              | تصادفی               | کلونازپام، دسپروپیونیل فنتانیل، دیازپام، آتانول و فورانیل فنتانیل                                                                                             | [ ۳۰۹ ]         |
| سباستین هورسلی               | ۱۹۶۲    | ۲۰۱۰    | ۴۷    | هنرمند                     | کوکائین و هروئین                     | نامعلوم              | | [ ۳۱۰ ]         |
| تیم هورتون                   | ۱۹۳۰    | ۱۹۷۴    | ۴۴    | بازیکن هاکی روی یخ         | دگزامیل و الکل                       | تصادفی               | تصادف رانندگی در حالت مستی | [ ۳۱۱ ]         |
| ویتنی هیوستون                | ۱۹۶۳    | ۲۰۱۲    | ۴۸    | خواننده، بازیگر            | کوکائین                              | تصادفی               | هیوستون غرق شد، بیماری قلبی و مصرف کوکائین به عنوان عوامل مؤثر مرگ ذکر شده‌است                                                                                 | [ ۳۱۲ ]         |
| تیم هووی                     | ۱۹۴۵    | ۱۹۸۹    | ۴۴    | بازیگر کودک                | نامشخص                               | نامعلوم              | | [ ۳۱۳ ]         |
| آندره هوارد                  | ۱۹۱۰    | ۱۹۶۸    | ۵۷    | رقصنده باله                | نامشخص                               | نامعلوم              | بیش‌مصرفی مشکوک | [ ۳۱۴ ]         |
| دیک هوارد                    | ۱۹۳۵    | ۱۹۶۷    | ۳۲    | ورزشکار                    | هروئین                               | نامعلوم              | | [ ۳۱۵ ]         |
| لیزا هوارد                   | ۱۹۳۰    | ۱۹۶۵    | ۳۵    | خبرنگار                    | فنوباربیتال                          | خودکشی               | رسما خودکشی هر چند به عنوان قتل حدس زده می‌شود | [ ۳۱۶ ]         |
| هوارد هیوز                   | ۱۹۰۵    | ۱۹۷۶    | ۷۰    | هوانورد، تاجر              | کدئین                                | نامعلوم              | هیوز پس از تجویز بیش‌مصرفی کدئین توسط پزشکش بر اثر نارسایی کبد درگذشت                                                                                          | [ ۳۱۷ ]         |
| مارک آر. هیوز                | ۱۹۵۶    | ۲۰۰۰    | ۴۴    | تاجر                       | دوکسپین و الکل                       | تصادفی               | | [ ۳۱۸ ]         |
| گرترود هالت                  | ۱۹۰۶    | ۱۹۵۶    | ۴۹–۵۰ | همسر                       | سدیم باربیتال                        | خودکشی               | اینکه به عنوان خودکشی شناخته شود از نظر تحقیقاتی مورد انتقاد قرار گرفت؛ جان بودکین آدامز متهم به قتل او شد، اگرچه هرگز برای آن محاکمه نشد                     | [ ۳۱۹ ]         |
| هارولد هانتر                 | ۱۹۷۴    | ۲۰۰۶    | ۳۱    | اسکیت سوار، بازیگر         | کوکائین                              | نامعلوم              | حملهٔ قلبی ناشی از مصرف مواد مخدر | [ ۳۲۰ ]         |
| لئونا هاتون                  | ۱۸۹۲    | ۱۹۴۹    | ۵۶    | بازیگر                     | کدئین                                | نامعلوم              | | [ ۳۲۱ ]         |
| فیلیس هیمن                   | ۱۹۴۹    | ۱۹۹۵    | ۴۵    | خواننده                    | پنتوباربیتال و سکوباربیتال           | خودکشی               | | [ ۳۲۲ ]         |
| فانی ایملی                   | ۱۷۹۴    | ۱۸۱۶    | ۲۲    | همسر                       | مخلوط افیون                          | خودکشی               | | [ ۳۲۳ ]         |
| اندی آیرونز                  | ۱۹۷۸    | ۲۰۱۰    | ۳۲    | موج سوار                   | چندگانه                              | نامعلوم              | مرگ ناشی از ایست قلبی، با علت ثانویه مرگ به عنوان مصرف داروی ترکیبی حاد کوکائین، متاآمفتامین، آلپرازولام و متادون                                             | [ ۳۲۴ ]         |
| بروس ادواردز ایوینز          | ۱۹۴۶    | ۲۰۰۸    | ۶۲    | میکروبیولوژیست             | استامینوفن                           | خودکشی               | | [ ۳۲۵ ]         |
| بارنابی جک                   | ۱۹۷۷    | ۲۰۱۳    | ۳۵    | هکر، کارشناس امنیت         | چندگانه                              | نامعلوم              | کوکائین، هروئین و سایر داروهای نامشخص | [ ۳۲۶ ]         |
| چارلز آر. جکسون              | ۱۹۰۳    | ۱۹۶۸    | ۶۵    | مؤلف                       | باربیتورات‌ها                         | خودکشی               | | [ ۳۲۷ ]         |
| جنیفر لین جکسون              | ۱۹۶۹    | ۲۰۱۰    | ۴۰    | هم‌بازی پلی‌بوی              | هروئین                               | نامعلوم              | بیش‌مصرفی مشکوک | [ ۳۲۸ ] [ ۳۲۹ ] |
| مایکل جکسون                  | ۱۹۵۸    | ۲۰۰۹    | ۵۰    | خواننده                    | لورازپام و پروپوفول                  | قتل غیرعمد           | جکسون توسط یک بیش‌مصرفیِ تصادفی که توسط پزشکش مدیریت می‌شد کشته شد                                                                                               | [ ۳۳۰ ]         |
| پیتر جکسون                   | ۱۹۶۴    | ۱۹۹۷    | ۳۳    | بازیکن لیگ راگبی           | هروئین                               | نامعلوم              | | [ ۳۳۱ ]         |
| استیو یاگیلکا                | ۱۹۷۸    | ۲۰۲۱    | ۴۳    | بازیکن فوتبال              | متادون                               | نامعلوم              | به همراه سطوح متوسطی از کوکائین | [ ۳۳۲ ]         |
| جویس جیمسون                  | ۱۹۳۲    | ۱۹۸۷    | ۵۴    | بازیگر                     | نامشخص                               | خودکشی               | | [ ۳۳۳ ]         |
| تام جانس                     | ۱۹۴۸    | ۱۹۸۴    | ۳۶    | خواننده                    | نامشخص                               | نامعلوم              | بیش‌مصرفی مشکوک | [ ۳۳۴ ]         |
| دین جانسون                   | ۱۹۶۱    | ۲۰۰۷    | ۴۶    | سرگرمی‌ساز                  | اکسی‌کدون                             | نامعلوم              | | [ ۳۳۵ ]         |
| رندی جانستون                 | ۱۹۸۸    | ۲۰۰۸    | ۲۰    | مدل                        | نامشخص                               | تصادفی               | | [ ۳۳۶ ]         |
| راگنیلد یولسن                | ۱۸۷۵    | ۱۹۰۸    | ۳۲    | مؤلف                       | مورفین                               | خودکشی               | | [ ۳۳۷ ]         |
| آنیسا جونز                   | ۱۹۵۸    | ۱۹۷۶    | ۱۸    | بازیگر                     | متاکوالون و الکل                     | تصادفی               | | [ ۳۳۸ ] [ ۳۳۹ ] |
| کلوئی جونز                   | ۱۹۷۵    | ۲۰۰۵    | ۲۹    | بازیگر هرزه‌نگاری           | داروهای نامشخص تجویزی                | تصادفی               | | [ ۳۴۰ ]         |
| جانیس جاپلین                 | ۱۹۴۳    | ۱۹۷۰    | ۲۷    | نوازنده                    | هروئین                               | تصادفی               | | [ ۳۴۱ ]         |
| جوس ورلد                     | ۱۹۹۸    | ۲۰۱۹    | ۲۱    | خوانندهٔ رپ                 | اکسی‌کدون و کدئین                     | تصادفی               | علت رسمی مرگ، تشنج ناشی از مسمومیت حاد بر اثر اکسی‌کدون و کدئین بود                                                                                            | [ ۳۴۲ ]         |
| کازوئو کاگیاما               | ۱۹۲۷    | ۱۹۶۵    | ۳۸    | بازیکن بیسبال              | قرص خواب‌آور                          | نامعلوم              | | [ ۳۴۳ ]         |
| فریدا کالو                   | ۱۹۰۷    | ۱۹۵۴    | ۴۷    | هنرمند                     | مواد مخدز                            | خودکشی (مشکوک)       | علت رسمی مرگ آمبولی ریه اعلام شد، اگرچه کالبد شکافی انجام نشد. زندگینامه نویسان مدرن معتقدند که او با مواد مخدر خودکشی کرده‌است                                | [ ۳۴۴ ] [ ۳۴۵ ] |
| جان کان                      | ۱۹۴۷    | ۱۹۹۶    | ۴۸    | نوازنده                    | هروئین                               | نامعلوم              | | [ ۳۴۶ ]         |
| کریس کانیون                  | ۱۹۷۰    | ۲۰۱۰    | ۴۰    | کشتی‌گیر                    | قرص‌های نامشخص                        | خودکشی               | | [ ۳۴۷ ]         |
| لیزا رابین کلی               | ۱۹۷۰    | ۲۰۱۳    | ۴۳    | بازیگر                     | چندگانه                              | تصادفی               | ترکیبی از مسمومیت دارویی داروهای نامشخص | [ ۳۴۸ ]         |
| دیوید اِی. کندی               | ۱۹۵۵    | ۱۹۸۴    | ۲۸    | فرزند رابرت اف. کندی       | چندگانه                              | نامعلوم              | کوکائین، پتیدین و تیوریدازین | [ ۳۴۹ ]         |
| بورلی کنی                    | ۱۹۳۲    | ۱۹۶۰    | ۲۸    | خواننده                    | سکوباربیتال و الکل                   | خودکشی               | | [ ۳۵۰ ]         |
| برنارد کتولول                | ۱۹۰۷    | ۱۹۷۹    | ۷۲    | حشره‌شناس، پزشک             | نامشخص                               | تصادفی               | | [ ۳۵۱ ]         |
| دیوید کلی                    | ۱۹۴۴    | ۲۰۰۳    | ۵۹    | کارشناس سلاح               | پروپوکسی‌فن                           | خودکشی               | شواهد حاکی از آن است که کلی ۲۹ قرص پروپوکسی‌فن مصرف کرده‌است | [ ۳۵۲ ]         |
| دوروتی کیلگالن               | ۱۹۱۳    | ۱۹۶۵    | ۵۲    | روزنامه‌نگار                | باربیتورات‌ها و اتانول                | نامعلوم              | | [ ۳۵۳ ]         |
| مارگوت کیدر                  | ۱۹۴۸    | ۲۰۱۸    | ۶۹    | بازیگر                     | مُسکن‌های نامشخص و الکل                | خودکشی               | | [ ۳۵۴ ]         |
| رودنی کینگ                   | ۱۹۶۵    | ۲۰۱۲    | ۴۷    | راننده تاکسی               | چندگانه                              | تصادفی               | غرق شدن به دلیل اثرات ترکیبی یک بیماری قلبی، در کنار مسمومیت الکل، کوکائین، ماری جوانا و فن‌سیکلیدین                                                           | [ ۳۵۵ ]         |
| توماس کینکاد                 | ۱۹۵۸    | ۲۰۱۲    | ۵۴    | نقاش                       | دیازپام و اتانول                     | نامعلوم              | | [ ۳۵۶ ]         |
| بن کلاسن                     | ۱۹۱۸    | ۱۹۹۳    | ۷۵    | سفیدبرترپندار              | قرص خواب‌آور                          | خودکشی               | | [ ۳۵۷ ] [ ۳۵۸ ] |
| فلچر کنبل                    | ۱۹۱۱    | ۱۹۹۳    | ۸۱    | مؤلف                       | قرص خواب‌آور                          | خودکشی               | | [ ۳۵۹ ]         |
| آرتور کوستلر                 | ۱۹۰۵    | ۱۹۸۳    | ۷۷    | مؤلف                       | توینال و الکل                        | خودکشی               | | [ ۳۶۰ ]         |
| هانلوره کوهل                 | ۱۹۳۳    | ۲۰۰۱    | ۶۸    | همسر                       | نامشخص مُسکن‌ها و قرص خواب‌آور          | خودکشی               | | [ ۳۶۱ ]         |
| جان کردیک                    | ۱۹۶۵    | ۱۹۹۲    | ۲۷    | بازیکن هاکی                | نامشخص                               | نامعلوم              | | [ ۳۶۲ ]         |
| جوی کوار                     | ۱۹۸۳    | ۲۰۱۲    | ۲۹    | ستارهٔ تلویزیونی            | مواد مخدز                            | نامعلوم              | | [ ۳۶۳ ]         |
| سیمور کریم                   | ۱۹۲۲    | ۱۹۸۹    | ۶۷    | نویسنده                    | نامشخص                               | نامعلوم              | | [ ۳۶۴ ]         |
| دبورا لاکه                   | ۱۹۵۳    | ۲۰۰۰    | ۴۶–۴۷ | نویسنده                    | قرص‌های نامشخص                        | خودکشی               | | [ ۳۶۵ ]         |
| آلن لد                       | ۱۹۱۳    | ۱۹۶۴    | ۵۰    | بازیگر                     | داروهای نامشخص و الکل                | تصادفی               | | [ ۳۶۶ ]         |
| کارن لانکوم                  | ۱۹۷۳    | ۲۰۰۵    | ۳۲    | بازیگر هرزه‌نگاری           | تمازپام                              | خودکشی               | | [ ۳۶۷ ]         |
| کارول لندیس                  | ۱۹۱۹    | ۱۹۴۸    | ۲۹    | بازیگر                     | سکوباربیتال                          | خودکشی               | | [ ۳۶۸ ]         |
| جانی لین                     | ۱۹۶۴    | ۲۰۱۱    | ۴۷    | خواننده                    | الکل                                 | نامعلوم              | | [ ۳۶۹ ]         |
| گاتمن لاندو                  | c. ۱۸۷۷ | ۱۹۴۲    | ۶۳–۶۵ | رهبر اجتماعی               | مورفین                               | نامعلوم              | | [ ۳۷۰ ]         |
| هیث لجر                      | ۱۹۷۹    | ۲۰۰۸    | ۲۸    | بازیگر                     | چندگانه                              | تصادفی               | اکسی‌کدون، هیدروکودون، آلپرازولام، دیازپام، تمازپام و دوکسیلامین                                                                                               | [ ۳۷۱ ]         |
| دیوید لرنر                   | ۱۹۵۱    | ۱۹۹۷    | ۴۵    | شاعر                       | نامشخص                               | نامعلوم              | | [ ۳۷۲ ]         |
| جرالد لورت                   | ۱۹۶۶    | ۲۰۰۶    | ۴۰    | خواننده                    | چندگانه                              | تصادفی               | اکسی‌کدون/استامینوفن، هیدروکودون/استامینوفن، پروپوکسی‌فن، آلپرازولام و دو آنتی‌هیستامین                                                                          | [ ۳۷۳ ]         |
| رونالد لوئیس                 | ۱۹۲۸    | ۱۹۸۲    | ۵۳    | بازیگر                     | قرص خواب‌آور                          | نامعلوم              | | [ ۳۷۴ ]         |
| رودی لوئیس                   | ۱۹۳۶    | ۱۹۶۴    | ۲۷    | خواننده                    | نامشخص                               | مورد مناقشه          | برخی منابع بیان می‌کنند که وی بر اثر بیش‌مصرفی یک داروی نامشخص درگذشت در حالی که برخی دیگر از خفگی وی خبر می‌دهند                                                | [ ۳۷۵ ]         |
| فرانک خاویر لیندککر          | ۱۸۷۷    | ۱۹۲۴    | ۴۸    | تصویرگر                    | نامشخص                               | خودکشی               | صرفا مشکوک | [ ۳۷۶ ] [ ۳۷۷ ] |
| لیل پیپ                      | ۱۹۹۶    | ۲۰۱۷    | ۲۱    | نوازنده                    | فنتانیل و آلپرازولام                 | تصادفی               | هیدروکودون، هیدرومورفون، اکسی‌کدون و اکسی‌مورفون | [ ۳۷۸ ]         |
| دبی لیندن                    | ۱۹۶۱    | ۱۹۹۷    | ۳۶    | مدل، بازیگر                | هروئین                               | نامعلوم              | | [ ۳۷۹ ]         |
| مکس لیندر                    | ۱۸۸۳    | ۱۹۲۵    | ۴۱    | بازیگر                     | باربیتال و مورفین                    | خودکشی               | لیندر و همسرش هر دو داروها را مصرف کرده و سپس رگ‌های بازوان خود را بریدند                                                                                      | [ ۳۸۰ ]         |
| روآن لینگ یو                 | ۱۹۱۰    | ۱۹۳۵    | ۲۴    | بازیگر                     | قرص خواب‌آور                          | مورد مناقشه خودکشی   | | [ ۳۸۱ ] [ ۳۸۲ ] |
| ژن لیپسکامب                  | ۱۹۳۱    | ۱۹۶۳    | ۳۱    | بازیکن فوتبال آمریکایی     | هروئین                               | نامعلوم              | | [ ۳۸۳ ]         |
| آتینا لیوانوس                | ۱۹۲۹    | ۱۹۷۴    | ۴۵    | اشرافی                     | باربیتورات‌ها                         | نامشخص               | | [ ۳۸۴ ]         |
| اوژنیا لیوانوس               | ۱۹۲۷    | ۱۹۷۰    | ۴۲–۴۳ | همسر                       | باربیتورات‌ها                         | نامعلوم              | | [ ۳۸۵ ]         |
| کوین لوید                    | ۱۹۴۹    | ۱۹۹۸    | ۴۹    | بازیگر                     | الکل                                 | تصادفی               | لوید زمانی که از استفراغ خود خفه شد به شدت مست بود | [ ۳۸۶ ]         |
| دیوید لوکاری                 | ۱۹۴۴    | ۱۹۷۷    | ۳۲    | بازیگر                     | فن‌سیکلیدین                           | نامعلوم              | لوچاری در حالی که مسموم بود خونریزی کرد و جان داد | [ ۳۸۷ ]         |
| فیلیپ لوب                    | ۱۸۹۱    | ۱۹۵۵    | ۶۴    | بازیگر                     | قرص خواب‌آور                          | خودکشی               | بیش‌مصرفی مشکوک | [ ۳۸۸ ]         |
| مالکوم لوری                  | ۱۹۰۹    | ۱۹۵۷    | ۴۷    | شاعر، داستان‌نویس           | باربیتورات‌ها و الکل                  | خودکشی (مشکوک)       | | [ ۳۸۹ ]         |
| زو لوند                      | ۱۹۶۲    | ۱۹۹۹    | ۳۷    | مدل، بازیگر                | نامشخص                               | نامعلوم              | | [ ۳۹۰ ]         |
| دانیل لونا                   | ۱۹۴۵    | ۱۹۷۹    | ۳۳    | مدل، بازیگر                | هروئین                               | تصادفی               | | [ ۳۹۱ ] [ ۳۹۲ ] |
| فرانکی لیمون                 | ۱۹۴۲    | ۱۹۶۸    | ۲۵    | خواننده                    | هروئین                               | نامعلوم              | | [ ۳۹۳ ]         |
| فیل لینوت                    | ۱۹۴۹    | ۱۹۸۶    | ۳۶    | نوازنده                    | مورد مناقشه                          | نامعلوم              | منابع متناقض از علل مختلف مرگ خبر می‌دهند، از جمله نارسایی قلبی و کبدی، سکته قلبی و ذات الریه پس از مصرف دارو بیش‌مصرفی، و مسمومیت خون ناشی از اعتیاد به هروئین |                 |
| بیلی مکنزی                   | ۱۹۵۷    | ۱۹۹۷    | ۳۹    | نوازنده                    | نامشخص                               | نامعلوم              | | [ ۳۹۷ ]         |
| جیم مگنوسون                  | ۱۹۴۶    | ۱۹۹۱    | ۴۴    | بازیکن بیسبال              | الکل                                 | نامعلوم              | | [ ۳۹۸ ]         |
| جسی ماهلونا                  | ۱۹۸۳    | ۲۰۰۹    | ۲۶    | بازیکن فوتبال آمریکایی     | الکل                                 | تصادفی               | تصادف رانندگی در حالت مستی | [ ۳۹۹ ]         |
| کریس مین وارینگ              | ۱۹۶۵    | ۲۰۰۷    | ۴۱    | بازیکن فوتبال استرالیایی   | کوکائین                              | تصادفی               | | [ ۴۰۰ ] [ ۴۰۱ ] |
| بی بیک مایترا                | ۱۹۶۵    | ۲۰۰۶    | ۴۰    | سیاستمدار                  | نامشخص                               | نامعلوم              | | [ ۴۰۲ ]         |
| توماس مانبی                  | ۱۷۶۹    | ۱۸۳۴    | ۶۵    | افسر نیروی دریایی بریتانیا | تریاک                                | نامعلوم              | | [ ۴۰۳ ]         |
| کلاوس مان                    | ۱۹۰۶    | ۱۹۴۹    | ۴۲    | نویسنده                    | قرص خواب‌آور                          | نامعلوم              | | [ ۴۰۴ ]         |
| شری مارتل                    | ۱۹۵۸    | ۲۰۰۷    | ۴۹    | کشتی‌گیر                    | اکسی‌کدون                             | تصادفی               | به همراه داروهای نامشخص دیگر | [ ۴۰۵ ]         |
| جِی. سلا مارتین               | ۱۸۳۲    | ۱۸۷۶    | ۴۳    | مخالف برده‌داری             | مخلوط افیون                          | خودکشی               | | [ ۴۰۶ ]         |
| ویرجینیا ماسکل               | ۱۹۳۶    | ۱۹۶۸    | ۳۱    | بازیگر                     | باربیتورات‌ها                         | نامعلوم              | | [ ۴۰۷ ]         |
| تالیا مسی                    | ۱۹۱۱    | ۱۹۶۳    | ۵۲    | همسر                       | باربیتورات‌ها                         | نامعلوم              | | [ ۴۰۸ ]         |
| لیزا ماتسوموتو               | ۱۹۶۴    | ۲۰۰۷    | ۴۳    | مؤلف                       | الکل                                 | تصادفی               | تصادف رانندگی در حالت مستی | [ ۴۰۹ ]         |
| جان ماتوشاک                  | ۱۹۵۰    | ۱۹۸۹    | ۳۸    | بازیکن فوتبال آمریکایی     | پروپوکسی‌فن                           | تصادفی               | | [ ۴۱۰ ]         |
| بیلی میس                     | ۱۹۵۸    | ۲۰۰۹    | ۵۰    | فروشنده                    | کوکائین                              | بیماری قلبی          | استفاده از کوکائین به عنوان یکی از علل مرگ و میر ذکر شد | [ ۴۱۱ ] [ ۴۱۲ ] |
| دیوید مک کامب                | ۱۹۶۲    | ۱۹۹۹    | ۳۶    | نوازنده                    | هروئین                               | نامعلوم              | | [ ۴۱۳ ]         |
| کید مک‌کوی                    | ۱۸۷۲    | ۱۹۴۰    | ۶۷    | بوکسور                     | قرص خواب‌آور                          | خودکشی               | | [ ۴۱۴ ] [ ۴۱۵ ] |
| جیمی مک کالچ                 | ۱۹۵۳    | ۱۹۷۹    | ۲۶    | نوازنده                    | هروئین                               | نامعلوم              | | [ ۴۱۶ ]         |
| ماری مک دونالد               | ۱۹۲۳    | ۱۹۶۵    | ۴۲    | بازیگر                     | نامشخص چندگانه داروهای               | نامعلوم              | | [ ۴۱۷ ] [ ۴۱۸ ] |
| جیم مک الروی                 | ۱۸۶۲    | ۱۸۸۹    | ۲۶    | بازیکن بیسبال              | مورفین                               | خودکشی               | | [ ۴۱۹ ]         |
| رابی مک اینتاش               | ۱۹۵۰    | ۱۹۷۴    | ۲۴    | نوازنده                    | هروئین                               | نامعلوم              | | [ ۴۲۰ ]         |
| استفن مک کیگ                 | ۱۹۷۰    | ۲۰۰۰    | ۳۰    | عضو نیروی داوطلب اولستر    | کوکائین و مُسکن‌های نامشخص             | نامعلوم              | | [ ۴۲۱ ]         |
| مگی مک‌نامارا                 | ۱۹۲۸    | ۱۹۷۸    | ۴۹    | بازیگر                     | قرص خواب‌آور                          | خودکشی               | | [ ۴۲۲ ]         |
| لنس مک نات                   | ۱۹۸۱    | ۲۰۱۰    | ۲۹    | کشتی‌گیر                    | نامشخص                               | تصادفی               | مسمومیت ناشی از داروهای ترکیبی در کنار بیماری ماهیچه قلب | [ ۴۲۳ ]         |
| ایمی سمپل مک فرسون           | ۱۸۹۰    | ۱۹۴۴    | ۵۳    | مبلّغ                       | قرص خواب‌آور                          | نامعلوم              | | [ ۴۲۴ ]         |
| جاناتان ملوین                | ۱۹۶۱    | ۱۹۹۶    | ۳۴    | نوازنده کیبورد             | هروئین                               | نامعلوم              | | [ ۴۲۵ ]         |
| مایو متوت                    | ۱۹۰۴    | ۱۹۵۱    | ۴۷    | بازیگر                     | الکل                                 | نامعلوم              | | [ ۴۲۶ ]         |
| آلفرد متراوکس                | ۱۹۰۲    | ۱۹۶۳    | ۶۰    | انسان‌شناس                  | نامشخص                               | خودکشی               | | [ ۴۲۷ ]         |
| رابین میلفورد                | ۱۹۰۳    | ۱۹۵۹    | ۵۶    | آهنگساز                    | آسپرین                               | خودکشی               | | [ ۴۲۸ ] [ ۴۲۹ ] |
| مک میلر                      | ۱۹۹۲    | ۲۰۱۸    | ۲۶    | خوانندهٔ رپ                 | فنتانیل، کوکائین، و اتانول           | تصادفی               | | [ ۴۳۰ ]         |
| مری میلینگتون                | ۱۹۴۵    | ۱۹۷۹    | ۳۳    | مدل، بازیگر هرزه‌نگاری      | استامینوفن                           | خودکشی               | | [ ۴۳۱ ]         |
| میس الیزابت                  | ۱۹۶۰    | ۲۰۰۳    | ۴۲    | مدیر کشتی                  | چندگانه                              | نامعلوم              | مُسکن‌ها، داروی تهوع، آرام‌بخش و الکل | [ ۴۳۲ ]         |
| مریلین مونرو                 | ۱۹۲۶    | ۱۹۶۲    | ۳۶    | بازیگر                     | باربیتورات‌ها                         | خودکشی (مشکوک)       | به‌طور رسمی به عنوان یک خودکشی احتمالی حکم می‌کند، اگرچه چندین تئوری توطئه وجود دارد                                                                            | [ ۴۳۳ ] [ ۴۳۴ ] |
| هاوی مونتاگ                  | ۱۹۵۲    | ۱۹۹۱    | ۳۸–۳۹ | بانسر                      | سکوباربیتال                          | خودکشی               | | [ ۴۳۵ ]         |
| کوری مونتیه                  | ۱۹۸۲    | ۲۰۱۳    | ۳۱    | بازیگر، نوازنده            | هروئین و الکل                        | تصادفی (مشکوک)       | | [ ۴۳۶ ] [ ۴۳۷ ] |
| آلن مونتپیت                  | ۱۹۵۰    | ۱۹۸۷    | ۳۶    | شخصیت رسانه‌ای              | نامشخص                               | نامعلوم              | | [ ۴۳۸ ]         |
| ترزا ویلمز مونت              | ۱۸۹۳    | ۱۹۲۱    | ۲۸    | نویسنده                    | باربیتال                             | خودکشی               | | [ ۴۳۹ ]         |
| کیت مون                      | ۱۹۴۶    | ۱۹۷۸    | ۳۲    | نوازنده                    | داروی ضدتشنج                         | تصادفی               | دارو برای الکلیسم تجویز شده بود | [ ۴۴۰ ]         |
| اشلی استون مور               | ۱۹۸۱    | ۲۰۰۷    | ۲۶    | بازیگر                     | نامشخص                               | نامعلوم              | بیش‌مصرفی مشکوک | [ ۴۴۱ ]         |
| پری مور                      | ۱۹۷۱    | ۲۰۱۱    | ۳۹    | کارگردان                   | چندگانه                              | تصادفی               | متادون، مورفین و بنزودیازپین | [ ۴۴۲ ]         |
| دنیس موران                   | ۱۹۸۲    | ۲۰۱۳    | ۳۰    | هکر امنیتی                 | هروئین                               | نامعلوم              | | [ ۴۴۳ ]         |
| چستر موریس                   | ۱۹۰۱    | ۱۹۷۰    | ۶۹    | بازیگر                     | باربیتورات‌ها                         | نامعلوم              | | [ ۴۴۴ ]         |
| جیم موریسون                  | ۱۹۴۳    | ۱۹۷۱    | ۲۷    | نوازنده                    | هروئین                               | سکته قلبی            | علت رسمی مرگ سکته قلبی بود، اما کالبد شکافی انجام نشد. به شدت مشکوک که یک بیش‌مصرفیِ هروئین بوده‌است                                                             | [ ۴۴۵ ] [ ۴۴۶ ] |
| جیمز ماسمن                   | ۱۹۲۶    | ۱۹۷۱    | ۴۴    | روزنامه‌نگار                | قرص خواب‌آور                          | خودکشی               | | [ ۴۴۷ ]         |
| بیلی مورسیا                  | ۱۹۵۱    | ۱۹۷۲    | ۲۱    | نوازنده                    | متاکوالون و الکل                     | نامعلوم              | | [ ۴۴۸ ]         |
| اونا مونسون                  | ۱۹۰۳    | ۱۹۵۵    | ۵۱    | بازیگر                     | قرص خواب‌آور                          | خودکشی               | | [ ۴۴۹ ]         |
| بریتانی مورفی                | ۱۹۷۷    | ۲۰۰۹    | ۳۲    | بازیگر                     | نامشخص                               | چندگانه              | علت مرگ ترکیبی از ذات الریه، فقر آهن و مسمومیت دارویی ترکیبی داروهای قانونی برای درمان آنفولانزا بود.                                                         | [ ۴۵۰ ]         |
| برنت میدلند                  | ۱۹۵۲    | ۱۹۹۰    | ۳۷    | نوازنده                    | کوکائین و مورفین                     | نامعلوم              | | [ ۴۵۱ ]         |
| والری گروسنوور مایر          | ۱۹۳۵    | ۲۰۰۷    | ۷۲    | نویسنده                    | قرص خواب‌آور                          | خودکشی               | | [ ۴۵۲ ]         |
| ایو ناوار                    | ۱۹۴۰    | ۱۹۹۴    | ۵۳    | نویسنده                    | باربیتورات‌ها                         | خودکشی               | | [ ۴۵۳ ]         |
| اسکات نیومن                  | ۱۹۵۰    | ۱۹۷۸    | ۲۸    | بازیگر                     | چندگانه                              | تصادفی               | دیازپام، الکل و سایر داروهای نامشخص | [ ۴۵۴ ]         |
| تینا اوناسیس نیارچوس         | ۱۹۲۹    | ۱۹۷۴    | ۴۵    | همسر                       | نامشخص                               | نامعلوم              | | [ ۴۵۵ ]         |
| روت رولند نیکولز             | ۱۹۰۱    | ۱۹۶۰    | ۵۹    | هوانورد                    | باربیتورات‌ها                         | خودکشی               | | [ ۴۵۶ ]         |
| یواخیم نیلسن                 | ۱۹۶۴    | ۲۰۰۰    | ۳۶    | نوازنده، شاعر              | نامشخص                               | نامعلوم              | | [ ۴۵۷ ]         |
| فیلیپ نیکولیک                | ۱۹۷۴    | ۲۰۰۹    | ۳۵    | خواننده                    | قرص خواب‌آور                          | نامشخص               | | [ ۴۵۸ ] [ ۴۵۹ ] |
| کرانفورد نیکس                | ۱۹۶۹    | ۲۰۰۲    | ۳۳    | نوازنده                    | نامشخص                               | نامعلوم              | | [ ۴۶۰ ]         |
| مری نولان                    | ۱۹۰۲    | ۱۹۴۸    | ۴۵    | بازیگر                     | سکوباربیتال                          | نامعلوم              | | [ ۴۶۱ ]         |
| بردلی نوول                   | ۱۹۶۸    | ۱۹۹۶    | ۲۸    | نوازنده                    | هروئین                               | نامعلوم              | | [ ۴۶۲ ]         |
| جان اودوم                    | ۱۹۸۲    | ۲۰۰۸    | ۲۶    | بازیکن بیسبال              | چندگانه                              | تصادفی               | هروئین، متاآمفتامین، بنزیل پیپرازین و الکل | [ ۴۶۳ ]         |
| لانی اوگریدی                 | ۱۹۵۴    | ۲۰۰۱    | ۴۶    | بازیگر                     | فلوکستین و هیدروکودون/استامینوفن     | نامعلوم              | | [ ۴۶۴ ]         |
| جانی اوکیف                   | ۱۹۳۵    | ۱۹۷۸    | ۴۳    | خواننده                    | نامشخص                               | خودکشی               | | [ ۴۶۵ ] [ ۴۶۶ ] |
| پاسکال اوژیه                 | ۱۹۵۸    | ۱۹۸۴    | ۲۵    | بازیگر                     | نامشخص                               | نامعلوم              | | [ ۴۶۷ ]         |
| راسیل جونز                   | ۱۹۶۸    | ۲۰۰۴    | ۳۵    | نوازنده                    | کوکائین و ترامادول                   | تصادفی               | | [ ۴۶۸ ]         |
| چارلی اوندراس                | ۱۹۶۶    | ۱۹۹۲    | ۲۵    | نوازنده                    | هروئین                               | نامعلوم              | | [ ۴۶۹ ]         |
| دلارس اریوردن                | ۱۹۷۱    | ۲۰۱۸    | ۴۶    | خواننده                    | الکل                                 | تصادفی               | پس از مستی با الکل غرق شد | [ ۴۷۰ ]         |
| آلیس اورمسبی-گور             | ۱۹۵۲    | ۱۹۹۵    | ۴۲    | اشرافی                     | هروئین                               | حادثه ناگوار         | | [ ۴۷۱ ]         |
| مت آزبورن                    | ۱۹۵۷    | ۲۰۱۳    | ۵۵    | کشتی‌گیر                    | هیدروکودون و مورفین                  | تصادفی               | | [ ۴۷۲ ]         |
| لیام اوسالیوان               | ۱۹۸۱    | ۲۰۰۲    | ۲۰    | بازیکن فوتبال              | نامشخص                               | نامعلوم              | | [ ۴۷۳ ]         |
| لیلا پهلوی                   | ۱۹۷۰    | ۲۰۰۱    | ۳۱    | پرنسس، مدل                 | سکوباربیتال                          | نامعلوم              | | [ ۴۷۴ ]         |
| هلن پالمر                    | ۱۸۹۸    | ۱۹۶۷    | ۶۹    | نویسنده                    | باربیتورات‌ها                         | خودکشی               | | [ ۴۷۵ ]         |
| مارکو پانتانی                | ۱۹۷۰    | ۲۰۰۴    | ۳۴    | دوچرخه‌سوار                 | کوکائین                              | تصادفی               | | [ ۴۷۶ ]         |
| فران پاپاسدرو                | ۱۹۶۹    | ۲۰۰۳    | ۳۴    | مربی فوتبال آمریکایی       | الکل                                 | تصادفی               | تصادف رانندگی در حالت مستی | [ ۴۷۷ ]         |
| گرام پارسونز                 | ۱۹۴۶    | ۱۹۷۳    | ۲۶    | خواننده                    | مورفین و الکل                        | نامعلوم              | | [ ۴۷۸ ]         |
| رابرت پاستورلی               | ۱۹۵۴    | ۲۰۰۴    | ۴۹    | بازیگر                     | هروئین                               | نامعلوم              | | [ ۴۷۹ ]         |
| جنی پت                       | ۱۹۸۱    | ۲۰۱۴    | ۳۳    | فروشنده هنر                | داروهای نامشخص تجویزی                | نامعلوم              | | [ ۴۸۰ ]         |
| سزار پاوس                    | ۱۹۰۸    | ۱۹۵۰    | ۴۱    | شاعر، داستان‌نویس           | باربیتورات‌ها                         | خودکشی               | | [ ۴۸۱ ]         |
| آندریا پازینزا               | ۱۹۵۶    | ۱۹۸۸    | ۳۲    | هنرمند طنزپرداز            | هروئین                               | نامعلوم              | | [ ۴۸۲ ]         |
| هاروی پکار                   | ۱۹۳۹    | ۲۰۱۰    | ۷۰    | نویسنده طنزپرداز           | بوپروپیون و فلوکستین                 | تصادفی               | | [ ۴۸۳ ]         |
| کارل پرکینز                  | ۱۹۲۸    | ۱۹۵۸    | ۲۹    | پیانیست                    | هروئین                               | نامعلوم              | بیش‌مصرفی مشکوک | [ ۴۸۴ ] [ ۴۸۵ ] |
| آماندا پترسون                | ۱۹۷۱    | ۲۰۱۵    | ۴۳    | بازیگر                     | مورفین                               | تصادفی               | | [ ۴۸۶ ]         |
| کریستوفر پتیت                | ۱۹۷۶    | ۲۰۰۰    | ۲۴    | بازیگر                     | نامشخص                               | تصادفی               | | [ ۴۸۷ ]         |
| تام پتی                      | ۱۹۵۰    | ۲۰۱۷    | ۶۶    | نوازنده، بازیگر            | چندگانه                              | تصادفی               | فنتانیل، اکسی‌کدون، تمازپام، آلپرازولام، سیتالوپرام، استیل فنتانیل، و دسپروپیونیل فنتانیل                                                                      | [ ۴۸۸ ]         |
| ویلیام پتزول                 | ۱۹۸۸    | ۲۰۱۲    | ۲۴    | سیاستمدار                  | نامشخص                               | نامعلوم              | بیش‌مصرفی مشکوک | [ ۴۸۹ ]         |
| کریستن پاف                   | ۱۹۶۷    | ۱۹۹۴    | ۲۷    | نوازنده                    | هروئین                               | نامعلوم              | | [ ۴۹۰ ]         |
| ریور فونیکس                  | ۱۹۷۰    | ۱۹۹۳    | ۲۳    | بازیگر                     | کوکائین و هروئین                     | تصادفی               | | [ ۴۹۱ ] [ ۴۹۲ ] |
| راب پیلاتوس                  | ۱۹۶۵    | ۱۹۹۸    | ۳۲    | نوازنده                    | داروهای نامشخص تجویزی و الکل         | نامعلوم              | | [ ۴۹۳ ] [ ۴۹۴ ] |
| پیمپ سی                      | ۱۹۷۳    | ۲۰۰۷    | ۳۳    | نوازنده                    | کدئین و پرومتازین                    | نامعلوم              | | [ ۴۹۵ ]         |
| آلخاندرا پیسارنیک            | ۱۹۳۶    | ۱۹۷۲    | ۳۶    | شاعر                       | آرام‌بخش نامشخص                       | نامعلوم              | | [ ۴۹۶ ]         |
| دینا پلاتو                   | ۱۹۶۴    | ۱۹۹۹    | ۳۴    | بازیگر                     | کاریزوپرودول و هیدروکودون/استامینوفن | خودکشی               | | [ ۴۹۷ ] [ ۴۹۸ ] |
| سیلوو پلوت                   | ۱۹۶۸    | ۲۰۰۷    | ۳۸    | قاتل زنجیره‌ای              | قرص خواب‌آور                          | خودکشی               | | [ ۴۹۹ ]         |
| ادگار آلن پو                 | ۱۸۰۹    | ۱۸۴۹    | ۴۰    | شاعر                       | مخلوط افیون                          | چندگانه              | پو با ترکیبی از مخلوط افیون در کنار بیش‌مصرفی الکل و دلیریوم ترمنس کشته شد                                                                                     | [ ۵۰۰ ]         |
| جکسون پولاک                  | ۱۹۱۲    | ۱۹۵۶    | ۴۴    | نقاش                       | الکل                                 | تصادفی               | تصادف رانندگی در حالت مستی | [ ۵۰۱ ]         |
| دارل پورتر                   | ۱۹۵۲    | ۲۰۰۲    | ۵۰    | بازیگر بیسبال              | کوکائین                              | نامعلوم              | | [ ۵۰۲ ]         |
| مارین پردا                   | ۱۹۲۲    | ۱۹۸۰    | ۵۷    | نویسنده                    | الکل                                 | نامعلوم              | | [ ۵۰۳ ]         |
| الویس پرسلی                  | ۱۹۳۵    | ۱۹۷۷    | ۴۲    | خواننده                    | چندگانه                              | مورد مناقشه          | چهارده دارو پذیرفته شده‌است که در مرگ او نقش داشته‌اند، هر چند که تا حدی مورد بحث است                                                                           | [ ۵۰۴ ]         |
| ماری پیشوست                  | ۱۸۹۶    | ۱۹۳۷    | ۳۸    | بازیگر                     | الکل                                 | نامعلوم              | | [ ۵۰۵ ]         |
| دیکی پراید                   | ۱۹۴۱    | ۱۹۶۹    | ۲۷    | خواننده                    | قرص خواب‌آور                          | نامعلوم              | | [ ۵۰۶ ]         |
| گری پریمیچ                   | ۱۹۵۸    | ۲۰۰۷    | ۴۹    | خواننده                    | هروئین                               | نامعلوم              | | [ ۵۰۷ ]         |
| پرینس                        | ۱۹۵۸    | ۲۰۱۶    | ۵۷    | نوازنده                    | فنتانیل                              | تصادفی               | | [ ۵۰۸ ]         |
| فریتز پرل                    | ۱۹۱۵    | ۱۹۴۴    | ۲۹    | رزمنده                     | مسمومیت با سیانید                    | خودکشی               | | [ ۵۰۹ ]         |
| جفری پیکه                    | ۱۸۹۳    | ۱۹۴۸    | ۵۴    | روزنامه‌نگار                | فنوباربیتال                          | خودکشی               | | [ ۵۱۰ ]         |
| رابرت کواین                  | ۱۹۴۲    | ۲۰۰۴    | ۶۱    | نوازنده                    | هروئین                               | خودکشی               | | [ ۵۱۱ ]         |
| گلن کوئین                    | ۱۹۷۰    | ۲۰۰۲    | ۳۲    | بازیگر                     | نامشخص                               | تصادفی               | | [ ۵۱۲ ]         |
| دی دی رامون                  | ۱۹۵۱    | ۲۰۰۲    | ۵۰    | نوازنده                    | هروئین                               | نامعلوم              | | [ ۵۱۳ ]         |
| نیکولا آن رافائل             | ۱۹۸۵    | ۲۰۰۱    | ۱۵    | محصل                       | پروپوکسی‌فن                           | خودکشی               | | [ ۵۱۴ ]         |
| دیجی رشاد                    | ۱۹۷۹    | ۲۰۱۴    | ۳۴    | سوارکار                    | چندگانه                              | تصادفی               | هروئین، کوکائین، و آلپرازولام | [ ۵۱۵ ]         |
| جیمز رِی                      | ۱۹۴۱    | c. ۱۹۶۳ | ۲۱–۲۳ | خواننده                    | نامشخص                               | نامعلوم              | | [ ۵۱۶ ]         |
| امبر رین                     | ۱۹۸۴    | ۲۰۱۶    | ۳۱    | بازیگر هرزه‌نگاری           | کوکائین                              | تصادفی               | | [ ۵۱۷ ]         |
| ریچارد رئالف                 | ۱۸۳۲    | ۱۸۷۸    | ۴۶    | شاعر                       | مورفین                               | نامعلوم              | | [ ۵۱۸ ]         |
| جی ریتارد                    | ۱۹۸۰    | ۲۰۱۰    | ۲۹    | نوازنده                    | کوکائین و الکل                       | نامعلوم              | | [ ۵۱۹ ]         |
| مایکل ریوز                   | ۱۹۴۳    | ۱۹۶۹    | ۲۵    | کارگردان فیلم              | باربیتورات‌ها و الکل                  | نامعلوم              | | [ ۵۲۰ ]         |
| والاس رید                    | ۱۸۹۱    | ۱۹۲۳    | ۳۱    | بازیگر                     | مورفین                               | نامعلوم              | تجویز شده بود | [ ۵۲۱ ]         |
| الیس رجینا                   | ۱۹۴۵    | ۱۹۸۲    | ۳۶    | خواننده                    | چندگانه                              | تصادفی               | کوکائین، الکل، و تمازپام | [ ۵۲۲ ]         |
| د ریو                        | ۱۹۸۱    | ۲۰۰۹    | ۲۸    | نوازنده                    | چندگانه                              | نامعلوم              | اکسی‌کدون، اکسی‌مورفون، دیازپام، نوردیازپام و اتانول | [ ۵۲۳ ]         |
| ویلی ری                      | ۱۹۴۹    | ۱۹۷۳    | ۲۳    | مدل                        | باربیتورات‌ها                         | نامعلوم              | | [ ۵۲۴ ]         |
| هلن ریچی                     | ۱۹۰۹    | ۱۹۴۷    | ۳۷–۳۸ | هوانورد                    | قرص خواب‌آور                          | خودکشی               | | [ ۵۲۵ ]         |
| برد رنفرو                    | ۱۹۸۲    | ۲۰۰۸    | ۲۵    | بازیگر                     | هروئین و مورفین                      | تصادفی               | | [ ۵۲۶ ]         |
| لوچا ریس                     | ۱۹۰۶    | ۱۹۴۴    | ۳۸    | خواننده                    | قرص خواب‌آور                          | خودکشی               | | [ ۵۲۷ ]         |
| فرانک رینگو                  | ۱۸۶۰    | ۱۸۸۹    | ۲۸    | بازیکن بیسبال              | مورفین                               | خودکشی               | | [ ۵۲۸ ] [ ۵۲۹ ] |
| چینا راجرز                   | ۱۹۹۴    | ۲۰۲۰    | ۲۵    | مدل، نوازنده               | نامشخص                               | نامعلوم              | | [ ۵۳۰ ]         |
| راشل رابرتز                  | ۱۹۲۷    | ۱۹۸۰    | ۵۳    | بازیگر                     | باربیتورات‌ها                         | خودکشی               | | [ ۵۳۱ ]         |
| دان راجرز                    | ۱۹۶۲    | ۱۹۸۶    | ۲۳    | بازیکن فوتبال آمریکایی     | کوکائین                              | نامعلوم              | حملهٔ قلبی ناشی از مصرف مواد مخدر | [ ۵۳۲ ]         |
| استیو راجرز                  | ۱۹۵۴    | ۲۰۰۶    | ۵۱    | بازیکن لیگ راگبی           | داروهای ضدافسردگی و الکل             | تصادفی               | | [ ۵۳۳ ]         |
| جیلز رومیلی                  | ۱۹۱۶    | ۱۹۶۷    | ۵۰    | روزنامه‌نگار                | نامشخص                               | نامعلوم              | | [ ۵۳۴ ]         |
| مونیکا رز                    | ۱۹۴۸    | ۱۹۹۴    | ۴۵    | مجری برنامه تلویزیونی      | داروهای ضدافسردگی و آرام‌بخش          | خودکشی               | | [ ۵۳۵ ]         |
| ادگار روزنبرگ                | ۱۹۲۵    | ۱۹۸۷    | ۶۲    | تهیه‌کننده فیلم             | دیازپام                              | خودکشی               | | [ ۵۳۶ ] [ ۵۳۷ ] |
| کلینتون روسیتر               | ۱۹۱۷    | ۱۹۷۰    | ۵۲    | تاریخ‌شناس                  | باربیتورات‌ها                         | خودکشی               | | [ ۵۳۸ ]         |
| مارک روتکو                   | ۱۹۰۳    | ۱۹۷۰    | ۶۶    | نقاش                       | باربیتورات‌ها                         | خودکشی               | روتکو مچ دستش را هم برید | [ ۵۳۹ ]         |
| الکس راتن                    | ۱۹۷۱    | ۲۰۱۶    | ۴۴    | کشتی‌گیر                    | هروئین                               | نامعلوم              | | [ ۵۴۰ ]         |
| دیو روبینشتاین               | ۱۹۶۴    | ۱۹۹۳    | ۲۸    | خواننده                    | نامشخص                               | خودکشی               | | [ ۵۴۱ ]         |
| ریک رود                      | ۱۹۵۸    | ۱۹۹۹    | ۴۰    | کشتی‌گیر                    | مُسکن‌های نامشخص                       | نامعلوم              | | [ ۵۴۲ ] [ ۵۴۳ ] |
| دیوید روفین                  | ۱۹۴۱    | ۱۹۹۱    | ۵۰    | نوازنده                    | کوکائین                              | نامعلوم              | | [ ۵۴۴ ]         |
| گری رایان                    | ۱۹۵۶    | ۲۰۱۰    | ۵۳    | شخصیت رادیویی              | کوکائین                              | حمله قلبی            | تحریک حملهٔ قلبی با مصرف کوکائین | [ ۵۴۵ ]         |
| یوهانا سولستروم              | ۱۹۷۴    | ۲۰۰۷    | ۳۲    | بازیگر                     | نامشخص                               | خودکشی               | | [ ۵۴۶ ]         |
| آناندا سامارکون              | ۱۹۱۱    | ۱۹۶۲    | ۵۱    | آهنگساز، نوازنده           | قرص خواب‌آور                          | نامعلوم              | | [ ۵۴۷ ]         |
| جرج سندرز                    | ۱۹۰۶    | ۱۹۷۲    | ۶۵    | بازیگر                     | پنتوباربیتال                         | خودکشی               | | [ ۵۴۸ ]         |
| تایلر ساش                    | ۱۹۸۸    | ۲۰۱۵    | ۲۷    | بازیکن فوتبال آمریکایی     | هیدروکودون و متادون                  | تصادفی               | | [ ۵۴۹ ]         |
| جان بیکر ساندرز              | ۱۹۵۴    | ۱۹۹۹    | ۴۴    | نوازنده                    | هروئین                               | نامعلوم              | | [ ۵۵۰ ]         |
| کاتیا ساسون                  | ۱۹۶۸    | ۲۰۰۲    | ۳۳    | مدل، بازیگر                | کوکائین و هیدرومورفون                | نامعلوم              | | [ ۵۵۱ ]         |
| سونیا ساویچ                  | ۱۹۶۱    | ۲۰۰۸    | ۴۷    | بازیگر                     | نامشخص                               | نامعلوم              | | [ ۵۵۲ ]         |
| سیبیل اشمیتس                 | ۱۹۰۹    | ۱۹۵۵    | ۴۵    | بازیگر                     | قرص خواب‌آور                          | خودکشی               | | [ ۵۵۳ ]         |
| دونالد سینکلر                | ۱۹۱۱    | ۱۹۹۵    | ۸۴    | جراح دامپزشکی              | باربیتورات‌ها                         | خودکشی               | | [ ۵۵۴ ]         |
| گیا اسکالا                   | ۱۹۳۴    | ۱۹۷۲    | ۳۸    | بازیگر، مدل                | داروهای نامشخص و الکل                | تصادفی               | | [ ۵۵۵ ]         |
| فردریک شواتکا                | ۱۸۴۹    | ۱۸۹۲    | ۴۳    | افسر ارتش                  | مواد مخدز                            | خودکشی               | منابع متناقض مورفین یا مخلوط افیون را عامل بیش‌مصرفی گزارش می‌کنند                                                                                              | [ ۵۵۶ ] [ ۵۵۷ ] |
| بان اسکات                    | ۱۹۴۶    | ۱۹۸۰    | ۳۳    | نوازنده                    | الکل                                 | نامعلوم              | | [ ۵۵۸ ]         |
| رونی اسکات                   | ۱۹۲۷    | ۱۹۹۶    | ۶۹    | نوازنده                    | باربیتورات‌ها                         | تصادفی               | باربیتورات‌های تجویز شده | [ ۵۵۹ ]         |
| جورج اسکات سوم               | ۱۹۵۳    | ۱۹۸۰    | ۲۶    | نوازنده گیتار بیس          | نامشخص                               | نامعلوم              | | [ ۵۶۰ ]         |
| پت اسکرین                    | ۱۹۴۳    | ۱۹۹۴    | ۵۱    | بازیکن فوتبال آمریکایی     | نامشخص                               | نامعلوم              | | [ ۵۶۱ ]         |
| راد اسکی                     | ۱۹۵۶    | ۱۹۹۲    | ۳۶    | بازیکن بیسبال              | کوکائین                              | نامعلوم              | حملهٔ قلبی ناشی از مصرف مواد مخدر | [ ۵۶۲ ]         |
| ویلیام سیبروک                | ۱۸۸۴    | ۱۹۴۵    | ۶۱    | نویسنده                    | قرص خواب‌آور                          | خودکشی               | | [ ۵۶۳ ] [ ۵۶۴ ] |
| ژان سبرگ                     | ۱۹۳۸    | ۱۹۷۹    | ۴۰    | بازیگر                     | باربیتورات‌ها و الکل                  | خودکشی               | | [ ۵۶۵ ]         |
| ادی سدویک                    | ۱۹۴۳    | ۱۹۷۱    | ۲۸    | بازیگر                     | باربیتورات‌ها و الکل                  | نامشخص               | در گواهی فوت وی علت فوری مرگ "مستمومیت حادِ احتمالی با باربیتورات" ناشی از مسمومیت با اتانول اعلام شده‌است.                                                     | [ ۵۶۶ ]         |
| ادی شیور                     | ۱۹۶۲    | ۲۰۰۰    | ۳۸    | نوازنده                    | هروئین                               | تصادفی               | | [ ۵۶۷ ]         |
| مارک شاو                     | ۱۹۲۱    | ۱۹۶۹    | ۴۷    | عکاس                       | آمفتامین‌ها                           | نامعلوم              | | [ ۵۶۸ ] [ ۵۶۹ ] |
| بابی شیهان                   | ۱۹۶۸    | ۱۹۹۹    | ۳۱    | نوازنده                    | نامشخص                               | نامعلوم              | | [ ۵۷۰ ]         |
| توبی شلدون                   | ۱۹۸۰    | ۲۰۱۵    | ۳۵    | ترانه‌نویس                  | چندگانه                              | تصادفی               | هیدروکودون/استامینوفن، آلپرازولام، الکل و تمازپام | [ ۵۷۱ ]         |
| شاک جی                       | ۱۹۶۳    | ۲۰۲۱    | ۵۷    | خوانندهٔ رپ                 | فنتانیل، اتانول و مت‌آمفتامین         | تصادفی               | | [ ۵۷۲ ]         |
| اریک شو                      | ۱۹۵۶    | ۱۹۹۴    | ۳۷    | بازیکن بیسبال              | کوکائین و هروئین                     | نامعلوم              | | [ ۵۷۳ ]         |
| الیزابت سیدال                | ۱۸۲۹    | ۱۸۶۲    | ۳۲    | مدل، شاعر                  | مخلوط افیون                          | نامعلوم              | | [ ۵۷۴ ]         |
| جودی سیل                     | ۱۹۴۴    | ۱۹۷۹    | ۳۵    | نوازنده                    | کوکائین و هروئین                     | نامعلوم              | | [ ۵۷۵ ]         |
| دن سیمپسون                   | ۱۹۴۳    | ۱۹۹۶    | ۵۲    | تهیه‌کننده فیلم             | کوکائین و داروهای نامشخص تجویزی      | نامعلوم              | سکته قلبی ناشی از مصرف مواد مخدر | [ ۵۷۶ ]         |
| د سینگینگ نان                | ۱۹۳۳    | ۱۹۸۵    | ۵۱    | راهبه                      | باربیتورات‌ها و الکل                  | خودکشی               | | [ ۵۷۷ ] [ ۵۷۸ ] |
| ورا سیسون                    | ۱۸۹۱    | ۱۹۵۴    | ۶۳    | بازیگر                     | باربیتورات‌ها                         | خودکشی               | | [ ۵۷۹ ]         |
| تایلر اسکگز                  | ۱۹۹۱    | ۲۰۱۹    | ۲۷    | بازیکن بیسبال              | چندگانه                              | تصادفی               | در حالی که تحت تأثیر الکل، فنتانیل و اکسی‌کدون بود، از استفراغ خود خفه شد                                                                                      | [ ۵۸۰ ]         |
| اورت اسلون                   | ۱۹۰۹    | ۱۹۶۵    | ۵۵    | بازیگر                     | باربیتورات‌ها                         | خودکشی               | | [ ۵۸۱ ]         |
| هیلل اسلواکی                 | ۱۹۶۲    | ۱۹۸۸    | ۲۶    | نوازنده                    | هروئین                               | نامعلوم              | | [ ۵۸۲ ]         |
| آلوین اسمیت                  | ۱۷۹۸    | ۱۸۲۳    | ۲۵    | دستیار نجار                | مسمومیت با جیوه                      | تصادفی (مورد مناقشه) | به‌طور رسمی برای درمان قولنج صفراوی تجویز می‌شود، اگرچه به عنوان قتل حدس می‌شود                                                                                  | [ ۵۸۳ ]         |
| آنا نیکول اسمیت              | ۱۹۶۷    | ۲۰۰۷    | ۳۹    | مدل                        | چندگانه                              | تصادفی               | داروی نامشخص ضد افسردگی، دیازپام، کلرال هیدرات، اوسلتامیویر، متادون، قرص خوابآور، داروی ضد اضطراب و هورمون رشد انسانی                                         | [ ۵۸۴ ] [ ۵۸۵ ] |
| کریستین اسمیت                | ۱۹۴۶    | ۱۹۷۹    | ۳۲    | اسکی‌باز                    | چندگانه                              | خودکشی               | کلرال هیدرات، استامینوفن و اسید سالیسیلیک | [ ۵۸۶ ]         |
| دنیل وین اسمیت               | ۱۹۸۶    | ۲۰۰۶    | ۲۰    | محصل                       | چندگانه                              | تصادفی               | آریتمی قلبی ناشی از متادون، اسیتالوپرام و سرترالین | [ ۵۸۷ ]         |
| دش اسنو                      | ۱۹۸۱    | ۲۰۰۹    | ۲۷    | هنرمند                     | هروئین                               | نامعلوم              | | [ ۵۸۸ ]         |
| رابرت سوبلن                  | ۱۹۰۰    | ۱۹۶۲    | ۶۱    | روانپزشک                   | باربیتورات‌ها                         | نامعلوم              | | [ ۵۸۹ ]         |
| ارین اسپانِولو                | ۱۹۸۷    | ۲۰۰۸    | ۲۱    | مدل                        | گاما-هیدروکسی‌بوتیریک اسید و اکستازی  | نامعلوم              | | [ ۵۹۰ ]         |
| لوئی اسپیکولی                | ۱۹۷۱    | ۱۹۹۸    | ۲۷    | کشتی‌گیر                    | نامشخص                               | نامعلوم              | منابع متناقض، داروی بیش‌مصرفی یا بیماری عروق کرونر را به عنوان عامل بیان می‌کنند که ممکن است تحت تأثیر مصرف مواد مخدر نیز قرار گرفته باشد                       | [ ۲۸۸ ] [ ۵۹۱ ] |
| اسکار اسپیرسکو               | ۱۸۷۴    | ۱۹۱۸    | ۴۳–۴۴ | آهنگساز                    | کلروفرم                              | خودکشی               | | [ ۵۹۲ ]         |
| لاین استالی                  | ۱۹۶۷    | ۲۰۰۲    | ۳۴    | نوازنده                    | چندگانه                              | نامعلوم              | کوکائین، هروئین و کدئین | [ ۵۹۳ ]         |
| مایک استار                   | ۱۹۶۶    | ۲۰۱۱    | ۴۴    | نوازنده                    | داروهای نامشخص تجویزی                | نامعلوم              | | [ ۵۹۴ ]         |
| وین استاتیک                  | ۱۹۶۵    | ۲۰۱۴    | ۴۸    | نوازنده                    | چندگانه                              | تصادفی               | اکسی‌کدون، هیدرومورفون، آلپرازولام و همراه با الکل | [ ۵۹۵ ]         |
| جهنا استیل                   | ۱۹۵۸    | ۲۰۰۸    | ۴۹    | دخترِ شو                    | چندگانه                              | نامعلوم              | کوکائین، هیدرومورفون و مورفین | [ ۵۹۶ ]         |
| جوی استفانو                  | ۱۹۶۸    | ۱۹۹۴    | ۲۶    | بازیگر هرزه‌نگاری           | چندگانه                              | نامعلوم              | کوکائین، مورفین، هروئین و کتامین | [ ۵۹۷ ] [ ۵۹۸ ] |
| میروسلاوا استرن              | ۱۹۲۶    | ۱۹۵۵    | ۲۹    | بازیگر                     | قرص خواب‌آور                          | خودکشی               | | [ ۵۹۹ ]         |
| آورام استوئرمن-رودیون        | ۱۸۷۲    | ۱۹۱۸    | ۴۵    | شاعر، پزشک                 | مورفین                               | خودکشی               | | [ ۶۰۰ ]         |
| کارل استیون                  | ۱۹۷۴    | ۲۰۱۱    | ۳۶    | بازیگر                     | هروئین                               | نامعلوم              | | [ ۶۰۱ ]         |
| اینگر استیونس                | ۱۹۳۴    | ۱۹۷۰    | ۳۵    | بازیگر                     | باربیتورات‌ها                         | خودکشی               | | [ ۶۰۲ ]         |
| کتی استوارت                  | ۱۹۵۶    | ۱۹۹۴    | ۳۸    | بازیگر هرزه‌نگاری           | نامشخص                               | نامعلوم              | | [ ۶۰۳ ]         |
| آلبرت استینسون               | ۱۹۴۴    | ۱۹۶۹    | ۲۴    | نوازنده                    | نامشخص                               | نامعلوم              | | [ ۶۰۴ ]         |
| روری استورم                  | ۱۹۳۹    | ۱۹۷۲    | ۳۴    | نوازنده                    | قرص خواب‌آور و الکل                   | نامعلوم              | | [ ۶۰۵ ]         |
| رز استرادنر                  | ۱۹۱۳    | ۱۹۵۸    | ۴۵    | بازیگر                     | نامشخص                               | خودکشی               | | [ ۶۰۶ ]         |
| مارگارت سلوان                | ۱۹۰۹    | ۱۹۶۰    | ۵۰    | بازیگر                     | باربیتورات‌ها                         | خودکشی               | | [ ۶۰۷ ]         |
| پیج سامرز                    | ۱۹۷۶    | ۲۰۰۳    | ۲۷    | بازیگر هرزه‌نگاری           | نامشخص                               | نامعلوم              | | [ ۶۰۸ ]         |
| آر.جی. سودام                 | ۱۸۳۵    | ۱۸۹۱    | ۵۶    | نماینده املاک و مستغلات    | مخلوط افیون                          | تصادفی               | | [ ۶۰۹ ]         |
| مارک سواتوچ                  | ۱۹۸۲    | ۲۰۱۶    | ۳۴    | بازیکن هاکی روی یخ         | چندگانه                              | نامعلوم              | کدئین، مورفین و آلپرازولام | [ ۶۱۰ ]         |
| جنیفر سایم                   | ۱۹۷۲    | ۲۰۰۱    | ۲۸    | بازیگر                     | چندگانه                              | تصادفی               | تصادف رانندگی پس از مصرف کوکائین، کلونازپام و سیکلوبنزاپرین                                                                                                   | [ ۶۱۱ ]         |
| یوان تابور                   | ۱۹۳۲    | ۱۹۶۸    | ۳۶    | بازیگر                     | داروی نامشخص آنفولانزا               | تصادفی               | | [ ۶۱۲ ]         |
| هیدمیتسو تاناکا              | ۱۹۱۳    | ۱۹۴۹    | ۳۶    | نویسنده                    | قرص خواب‌آور                          | خودکشی               | | [ ۶۱۳ ]         |
| وارن تارتاگلیا               | ۱۹۴۴    | ۱۹۶۵    | ۲۲    | نوازنده                    | هروئین                               | نامعلوم              | | [ ۶۱۴ ]         |
| چیس تاتوم                    | ۱۹۷۳    | ۲۰۰۸    | ۳۴    | کشتی‌گیر                    | نامشخص                               | نامعلوم              | بیش‌مصرفی مشکوک؛ تاتوم سال‌ها به مُسکن‌ها معتاد بود | [ ۶۱۵ ]         |
| مکنزی تیلور                  | ۱۹۷۸    | ۲۰۱۰    | ۳۲    | کمدین                      | نامشخص                               | خودکشی               | | [ ۶۱۶ ]         |
| وینسنت تیلور                 | ۱۹۴۹    | ۱۹۷۴    | ۲۴–۲۵ | نوازنده                    | هروئین                               | نامعلوم              | | [ ۶۱۷ ] [ ۶۱۸ ] |
| سارا تیزدیل                  | ۱۸۸۴    | ۱۹۳۳    | ۴۸    | شاعر                       | قرص خواب‌آور                          | خودکشی               | | [ ۶۱۹ ]         |
| دختر تمپی                    | c. ۱۹۸۵ | ۲۰۰۲    | ۱۵–۱۹ | متوفی ناشناس               | نامشخص                               | نامعلوم              | | [ ۶۲۰ ]         |
| تست                          | ۱۹۷۵    | ۲۰۰۹    | ۳۳    | کشتی‌گیر                    | اکسی‌کدون                             | تصادفی               | | [ ۶۲۱ ]         |
| گری تین                      | ۱۹۴۸    | ۱۹۷۵    | ۲۷    | نوازنده                    | هروئین                               | نامعلوم              | | [ ۶۲۲ ]         |
| جان تامپسون                  | ۱۹۳۸    | ۱۹۷۶    | ۳۸    | شاعر                       | باربیتورات‌ها و الکل                  | نامعلوم              | | [ ۶۲۳ ]         |
| لیندا تامپسون                | ۱۹۵۳    | ۲۰۰۹    | ۵۶    | نظریه‌پرداز توطئه           | مُسکن‌های نامشخص                       | خودکشی               | مسکّن‌های تجویزی | [ ۶۲۴ ]         |
| جوتی تی هوفت                 | ۱۹۵۶    | ۱۹۷۷    | ۲۱    | شاعر                       | نامشخص                               | نامعلوم              | | [ ۶۲۵ ]         |
| جانی تندرز                   | ۱۹۵۲    | ۱۹۹۱    | ۳۸    | نوازنده                    | مورد مناقشه                          | نامعلوم              | نتایج کالبد شکافی قطعی نبود، اگرچه به‌طور کلی اعتقاد بر این است که مربوط به مواد مخدر است، و به بیش‌مصرفی متادون و کوکائین نسبت داده شده‌است                     | [ ۶۲۶ ]         |
| جیمز تیمبرلیک                | ۱۸۴۶    | ۱۸۹۱    | ۴۴    | قانونگذار                  | مورفین                               | نامعلوم              | | [ ۶۲۷ ]         |
| سمی تانگ                     | ۱۹۰۱    | ۱۹۶۴    | ۶۳    | بازیگر                     | باربیتورات‌ها                         | خودکشی               | بیش‌مصرفی مشکوک | [ ۶۲۸ ]         |
| گئورگ تراکل                  | ۱۸۸۷    | ۱۹۱۴    | ۲۷    | شاعر                       | کوکائین                              | خودکشی               | | [ ۶۲۹ ]         |
| ویلیام تریمر                 | c. ۱۸۲۲ | ۱۸۶۷    | ۵۴–۵۶ | شراب‌ساز                    | مخلوط افیون                          | خودکشی               | | [ ۶۳۰ ]         |
| کورت توچولسکی                | ۱۸۹۰    | ۱۹۳۵    | ۴۵    | روزنامه‌نگار                | باربیتال                             | نامعلوم              | | [ ۶۳۱ ]         |
| مارک توئینی                  | ۱۹۶۰    | ۱۹۹۹    | ۳۹    | بازیکن فوتبال آمریکایی     | هروئین و اکستازی                     | نامعلوم              | | [ ۶۳۲ ]         |
| نیک ترینا                    | ۱۹۷۸    | ۱۹۹۷    | ۱۹    | خواننده                    | مورفین                               | نامعلوم              | | [ ۶۳۳ ]         |
| نورمن تریگل                  | ۱۹۲۷    | ۱۹۷۵    | ۴۸    | خواننده                    | قرص خواب‌آور                          | تصادفی               | | [ ۶۳۴ ]         |
| ورن ترویر                    | ۱۹۶۹    | ۲۰۱۸    | ۴۸    | بازیگر                     | الکل                                 | خودکشی               | | [ ۶۳۵ ]         |
| امی تریون                    | ۱۹۷۰    | ۲۰۱۲    | ۴۲    | سوارکار                    | اکسی‌کدون و سایر مواد مخدز            | تصادفی               | | [ ۶۳۶ ]         |
| آلن تورینگ                   | ۱۹۱۲    | ۱۹۵۴    | ۴۱    | دانشمند رایانه‌ای           | مسمومیت با سیانید                    | مورد مناقشه خودکشی   | | [ ۶۳۷ ]         |
| دی.ام. ترنر                  | ۱۹۶۲    | ۱۹۹۶    | ۳۴    | مؤلف                       | کتامین                               | نامعلوم              | حین نئشگی غرق شد | [ ۶۳۸ ]         |
| لین ترنر                     | ۱۹۶۸    | ۲۰۱۰    | ۴۲    | قاتل                       | پروپرانولول                          | خودکشی               | | [ ۶۳۹ ]         |
| آیک ترنر                     | ۱۹۳۱    | ۲۰۰۷    | ۷۶    | نوازنده، تهیه‌کننده         | کوکائین                              | نامعلوم              | بیماری قلبی عروقی پرفشاری خون و آمفیزم از عوامل مؤثر بودند | [ ۶۴۰ ]         |
| دیک توردزیک                  | ۱۹۳۱    | ۱۹۵۵    | ۲۴    | پیانیست                    | هروئین                               | نامعلوم              | | [ ۶۴۱ ]         |
| هلن توئلوتریز                | ۱۹۰۸    | ۱۹۵۸    | ۴۹    | بازیگر                     | نامشخص                               | خودکشی               | | [ ۶۴۲ ]         |
| جان تیندال                   | ۱۸۲۰    | ۱۸۹۳    | ۷۳    | فیزیکدان                   | کلرال هیدرات                         | تصادفی               | | [ ۶۴۳ ]         |
| دوروتی اوهنک                 | ۱۹۳۰    | ۲۰۰۶    | ۷۶    | مؤلف                       | نامشخص                               | خودکشی               | | [ ۶۴۴ ]         |
| اوماگا                       | ۱۹۷۳    | ۲۰۰۹    | ۳۶    | کشتی‌گیر                    | نامشخص                               | نامعلوم              | | [ ۶۴۵ ]         |
| مری یور                      | ۱۹۳۳    | ۱۹۷۵    | ۴۲    | بازیگر                     | باربیتورات‌ها و الکل                  | تصادفی               | | [ ۶۴۶ ]         |
| انریکه اورکیخو               | ۱۹۶۰    | ۱۹۹۹    | ۳۹    | خواننده                    | نامشخص                               | نامعلوم              | | [ ۶۴۷ ]         |
| لونا واچون                   | ۱۹۶۲    | ۲۰۱۰    | ۴۸    | کشتی‌گیر                    | بنزودیازپین و اکسی‌کدون               | تصادفی               | | [ ۶۴۸ ]         |
| پل وسن                       | ۱۹۶۱    | ۲۰۰۱    | ۳۹    | بازیکن فوتبال              | نامشخص                               | نامعلوم              | | [ ۶۴۹ ]         |
| براندون وداس                 | ۱۹۸۱    | ۲۰۰۳    | ۲۱    | کارشناس رایانه             | چندگانه                              | نامعلوم              | الکل، حشیش، قارچ سیلوسایبین، کلونازپام، تمازپام، متادون، هیدروکودون و پروپرانولول                                                                             | [ ۶۵۰ ] [ ۶۵۱ ] |
| لوپه ولز                     | ۱۹۰۸    | ۱۹۴۴    | ۳۶    | بازیگر                     | سکوباربیتال                          | خودکشی               | | [ ۶۵۲ ]         |
| مایکل ورمولن                 | ۱۹۵۶    | ۱۹۹۵    | ۳۸    | سردبیر مجله                | کوکائین                              | نامعلوم              | | [ ۶۵۳ ]         |
| جان وینسنت                   | ۱۹۶۲    | ۲۰۰۰    | ۳۸    | بازیگر هرزه‌نگاری           | هروئین                               | نامعلوم              | | [ ۶۵۴ ]         |
| سید ویوس                     | ۱۹۵۷    | ۱۹۷۹    | ۲۱    | نوازنده                    | هروئین                               | خودکشی (مشکوک)       | | [ ۶۵۵ ]         |
| مایک فون اریش                | ۱۹۶۴    | ۱۹۸۷    | ۲۳    | کشتی‌گیر                    | مُسکن                                 | خودکشی               | | [ ۶۵۶ ]         |
| ماری والکامپ                 | ۱۸۹۴    | ۱۹۳۶    | ۴۲    | بازیگر                     | مُسکن‌های نامشخص                       | خودکشی               | | [ ۶۵۷ ]         |
| رابرت واکر                   | ۱۹۱۸    | ۱۹۵۱    | ۳۲    | بازیگر                     | آرام‌بخش نامشخص                       | تصادفی               | | [ ۶۵۸ ]         |
| جرمی وارد                    | ۱۹۷۶    | ۲۰۰۳    | ۲۷    | تکنسین صدا                 | نامشخص                               | نامعلوم              | | [ ۶۵۹ ]         |
| استفان وارد                  | ۱۹۱۲    | ۱۹۶۳    | ۵۰    | پزشک استخوان‌درمانی         | قرص خواب‌آور                          | خودکشی               | مرگ رسماً خودکشی اعلام شد، اما به عنوان قتل حدس زده شده‌است | [ ۶۶۰ ]         |
| داینا واشینگتن               | ۱۹۲۴    | ۱۹۶۳    | ۳۹    | خواننده                    | سکوباربیتال و آموباربیتال            | نامعلوم              | | [ ۶۶۱ ]         |
| پیتر واتس                    | ۱۹۴۶    | ۱۹۷۶    | ۳۰    | مدیر راه                   | هروئین                               | نامعلوم              | | [ ۶۶۲ ]         |
| دیو وایمر                    | ۱۹۵۸    | ۱۹۹۳    | ۳۴    | بازیکن فوتبال آمریکایی     | کوکائین                              | تصادفی               | حملهٔ قلبی ناشی از مصرف مواد مخدر | [ ۶۶۳ ]         |
| مایکی ولش                    | ۱۹۷۱    | ۲۰۱۱    | ۴۰    | نوازنده                    | نامشخص                               | نامعلوم              | | [ ۶۶۴ ]         |
| اسکات وایلند                 | ۱۹۶۷    | ۲۰۱۵    | ۴۸    | نوازنده                    | چندگانه                              | تصادفی               | کوکائین، اتانول و ۳٬۴-متیلن دی اکسی آمفتامین | [ ۶۶۵ ]         |
| یارومر واینبرگر              | ۱۸۹۶    | ۱۹۶۷    | ۷۱    | آهنگساز                    | آرام‌بخش نامشخص                       | نامعلوم              | | [ ۶۶۶ ]         |
| آسیا وویل                    | ۱۹۲۷    | ۱۹۶۹    | ۴۱    | شاعر                       | قرص خواب‌آور                          | خودکشی               | وویل قرص‌ها را مصرف کرد و سپس خود را در معرض مونوکسید کربن قرار داد                                                                                            | [ ۶۶۷ ]         |
| راشل وایتار                  | ۱۹۷۹    | ۲۰۰۰    | ۲۱    | محصل                       | هروئین                               | تصادفی               | | [ ۶۶۸ ]         |
| برت وایتلی                   | ۱۹۳۹    | ۱۹۹۲    | ۵۳    | هنرمند                     | هروئین                               | نامعلوم              | | [ ۶۶۹ ]         |
| کیت ویتلی                    | ۱۹۵۵    | ۱۹۸۹    | ۳۳    | خواننده                    | الکل                                 | نامعلوم              | | [ ۶۷۰ ]         |
| دنی ویتن                     | ۱۹۴۳    | ۱۹۷۲    | ۲۹    | نوازنده                    | دیازپام و الکل                       | نامعلوم              | | [ ۶۷۱ ]         |
| دیوید ویدجری                 | ۱۹۴۷    | ۱۹۹۲    | ۴۵    | نویسنده                    | چندگانه                              | نامعلوم              | الکل، باربیتورات‌ها و پتیدین | [ ۶۷۲ ]         |
| الن ویلکینسون                | ۱۸۹۱    | ۱۹۴۷    | ۵۵    | سیاستمدار                  | باربیتورات‌ها                         | نامعلوم              | | [ ۶۷۳ ]         |
| کنت ویلیامز                  | ۱۹۲۶    | ۱۹۸۸    | ۶۲    | بازیگر                     | باربیتورات‌ها                         | نامعلوم              | | [ ۶۷۴ ] [ ۶۷۵ ] |
| مایکل کی. ویلیامز            | ۱۹۶۶    | ۲۰۲۱    | ۵۴    | بازیگر                     | چندگانه                              | تصادفی               | فنتانیل، پارافلوروفنتانیل، هوروئین و کوکائین | [ ۶۷۶ ]         |
| ریکی ویلیامز                 | ۱۹۵۶    | ۱۹۹۲    | ۳۶    | نوازنده                    | هروئین                               | نامعلوم              | | [ ۶۷۷ ]         |
| آلن ویلسون                   | ۱۹۴۳    | ۱۹۷۰    | ۲۷    | نوازنده                    | باربیتورات‌ها                         | تصادفی               | علت مرگ به‌طور رسمی تصادفی قلمداد شد هرچند که خودکشی حدس زده می‌شود                                                                                             | [ ۶۷۸ ]         |
| امی واینهاوس                 | ۱۹۸۳    | ۲۰۱۱    | ۲۷    | خواننده                    | الکل                                 | نامعلوم              | | [ ۶۷۹ ]         |
| شری وینتون                   | ۱۹۳۵    | ۱۹۷۶    | ۳۹    | خواننده                    | باربیتورات‌ها                         | خودکشی               | | [ ۶۸۰ ]         |
| گرانت ویترز                  | ۱۹۰۵    | ۱۹۵۹    | ۵۴    | بازیگر                     | قرص خواب‌آور                          | خودکشی               | | [ ۶۸۱ ]         |
| هریس ویتلز                   | ۱۹۸۴    | ۲۰۱۵    | ۳۰    | کمدین                      | هروئین                               | تصادفی               | | [ ۶۸۲ ]         |
| کارل ویتمن                   | ۱۹۴۳    | ۱۹۸۶    | ۴۲    | فعال                       | نامشخص                               | خودکشی               | | [ ۶۸۳ ]         |
| لیندا وونگ                   | ۱۹۵۱    | ۱۹۸۷    | ۳۶    | بازیگر هرزه‌نگاری           | نامشخص                               | نامعلوم              | | [ ۶۸۴ ]         |
| اندرو وود                    | ۱۹۶۶    | ۱۹۹۰    | ۲۴    | خواننده                    | هروئین                               | نامعلوم              | | [ ۶۸۵ ]         |
| آنا وود                      | ۱۹۸۰    | ۱۹۹۵    | ۱۵    | محصل                       | اکستازی                              | مسمومیت با آب        | فوت شده بر اثر مسمومیت با آب ناشی از مصرف اکستازی | [ ۶۸۶ ]         |
| ناتالی وود                   | ۱۹۳۸    | ۱۹۸۱    | ۴۳    | بازیگر                     | الکل                                 | تصادفی               | هنگامی که با الکل مست بود غرق شد؛ در خونش آثاری از قرص ضدتهوع و مسکّن وجود داشت که هر دو باعث افزایش اثر الکل می‌شد                                             | [ ۶۸۷ ] [ ۶۸۸ ] |
| کوریسا یاسن                  | ۱۹۷۳    | ۲۰۰۱    | ۲۷    | ورزشکار                    | چندگانه                              | نامعلوم              | دیازپام، هیدروکودون، لورازپام، فلوکستین و داروهای دیگر از جمله داروهای ضد افسردگی، مُسکن‌ها و داروهای ضد اضطراب                                                 | [ ۶۸۹ ]         |
| پائولا ییتس                  | ۱۹۵۹    | ۲۰۰۰    | ۴۱    | مجری تلویزیون              | هروئین                               | تصادفی               | | [ ۶۹۰ ]         |
| کلی یومنس                    | ۱۹۸۴    | ۱۹۹۷    | ۱۳    | محصل                       | پروپوکسی‌فن                           | خودکشی               | | [ ۶۹۱ ] [ ۶۹۲ ] |
| الویس یرو                    | ۱۹۶۵    | ۲۰۰۱    | ۳۶    | بوکسور                     | نامشخص                               | نامعلوم              | | [ ۶۹۳ ]         |
| فیلیپ فن زانت                | ۱۹۰۴    | ۱۹۵۸    | ۵۳    | بازیگر                     | نامشخص                               | نامعلوم              | | [ ۶۹۴ ]         |
| زکه زتنر                     | ۱۹۴۸    | ۱۹۷۳    | ۲۵    | نوازنده                    | هروئین                               | نامعلوم              | | [ ۶۹۵ ]         |
| اشتفان تسوایگ                | ۱۸۸۱    | ۱۹۴۲    | ۶۰    | نمایشنامه‌نویس              | قرص خواب‌آور                          | خودکشی               | | [ ۶۹۶ ]         |